# ナチ党の権力掌握

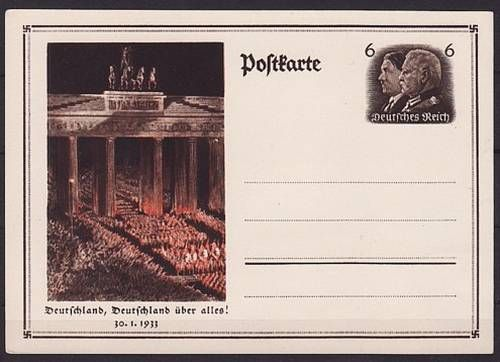
ナチ党政権獲得1周年を記念したポストカード（1934年1月29日発行）。ヒンデンブルクと並ぶヒトラーの肖像と、ヒトラー内閣成立時のブランデンブルク門での松明行進が描かれている。

ナチ党の権力掌握（ナチとうのけんりょくしょうあく、ドイツ語:Machtergreifung）では、ドイツの歴史において、アドルフ・ヒトラー率いる国民社会主義ドイツ労働者党（ナチ党）によるドイツ国における権力掌握の過程、第一次世界大戦敗戦による帝政の崩壊、ヴァイマル共和政の混乱からナチス・ドイツの成立といった一連の史実を記述する。
ナチ党は、ドイツの歴代政権が獲得することのできなかった強大な権力を「合法的」に手中にした。この権力掌握の過程は、大きく分けて二つの時期に分類される。ナチ党が国内有数の政党になってから1933年1月30日にヒトラー内閣が成立するまでの期間と、政権についたヒトラーとナチ党が国内の政敵を一掃し、立法権・行政権・司法権の三権を含むドイツ国内の権力を、党・国家そしてヒトラーが支配するまでの期間である。後者の過程は政権獲得から2年以内という短期間であった。

## 背景

### 第一次世界大戦敗戦

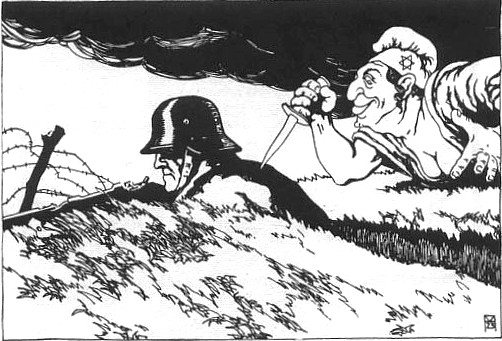
背後の一突きを描いた1919年のオーストリアの絵はがき。ユダヤ人が戦場のドイツ兵を背後から刺そうとしている。

ヴァイマル共和政期のドイツは、第一次世界大戦の講和条約ヴェルサイユ条約によって、敗戦国として協商諸国に対して、莫大な賠償金を課せられ、領土は割譲された。
ドイツは海外植民地と普仏戦争で得たアルザス＝ロレーヌ等を失い、ラインラントは非武装化され、ザール地方は国際連盟の管理下に置かれた。1936年にナチス政権がラインラントを再武装化するまで、ヴェルサイユ体制とよばれる国際秩序が形成された。
また軍備が制限されたために、大量の軍人が失職を余儀なくされ、失業者や武装組織「ドイツ義勇軍（フライコール）」のメンバーとなり、社会の不安定要因となった。彼らと国軍に残留した者の間では、「ユダヤ人に唆された共産主義者がドイツ革命を起こしてドイツ帝国に敗北をもたらした」とする陰謀論、「背後の一突き（匕首伝説）」が流布していった。ドイツ軍を指揮したパウル・フォン・ヒンデンブルク元帥、戦時中実権を持ったエーリヒ・ルーデンドルフ陸軍大将、マクス・パウエル大佐、フォン・ヴリスベルク将軍も匕首伝説が事実であったと証言し、大戦の敗戦責任はユダヤ人と共産主義者ら左翼にあるとした。また、ロシア革命でウクライナから逃亡してきたピョートル・シャベルスキー＝ボルク（Piotr Shabelsky-Bor）は、ユダヤ人の国際陰謀について書かれた『シオン賢者の議定書』をドイツ福音教会の神学者ミュラー・フォン・ハウゼンに手渡し、1920年にミュラーは仮名でドイツ語訳を出版し12万部を売った。ミュラーは、ユダヤ問題の解決のためには、ユダヤ人を閉じ込めるしかないと主張して、外国籍ユダヤ人の入国禁止、ドイツ人学校への入学禁止、金融業の国有化、ユダヤ人が経営する商店へのダビデの星の掲示義務化、ドイツ名の名乗り禁止、ユダヤ人団体の禁止などを列挙し、のちのニュルンベルク法などのような、ユダヤ人条例（Juden Ordnung）を提案し、違反したユダヤ人は死刑と主張した。全ドイツ連盟のクラースはこのユダヤ人条例案を支持した。
一方で、コミンテルン指揮下に置かれたドイツ共産党は再度の革命を目指し、勢力を拡大しつつあった。また、国会は安定多数を獲得する政党が最後まで出現せず、議会に基礎を置く首相の指導は不安定であった。またドイツ帝国以前からの伝統を持つ各州の独立傾向は強く、中央政府の権力は掣肘された。
1920年3月13日に軍の縮小とドイツ義勇軍の解散に反発したカップ一揆が発生し、国家人民党、ドイツ国民党、経済界は新政府を支持した。これに対して社会民主党、独立社会民主党、共産党、ドイツ労働総同盟はゼネストを行い、さらに左翼復員のルール赤軍によるルール蜂起が発生したことで、カップは退陣した。ルール蜂起も国軍によって鎮圧された。
1921年1月、賠償額交渉で総額2,260億マルクという莫大な賠償金が課せられたため、ドイツ全土は激しい怒りに満ちた。ドイツ政府は修正を要求したが、連合国は拒否してライン地方を占領し、圧力をかけた。1921年5月のロンドン会議で総額1,320億マルクへと修正され、ドイツが拒否する場合はルール地方を占領するという最後通牒を通達した。中央党のコンスタンティン・フェーレンバッハ首相は退陣し、中央党左派のヨーゼフ・ヴィルトが首相となり、賠償支払いに応じたが、右派は批判した。1921年10月、連合国はオーバーシュレージエンの4分の1をポーランド帰属と断定したが、そこには鉱工業が集中していたため、ドイツは反発した。1921年は物価が急激に上昇し、食料品は大戦末期の8倍、1922年には130倍となり、1923年にはハイパーインフレーションとなった。
このような状況のなか、1921年にアドルフ・ヒトラーがナチ党の指導者となって以降、同党は拡大を続けた。ヒトラーには魔力的とも評される演説の魅力があり、また党による演出と宣伝もそれを大きくさせた。

### ルール占領とハイパーインフレーション

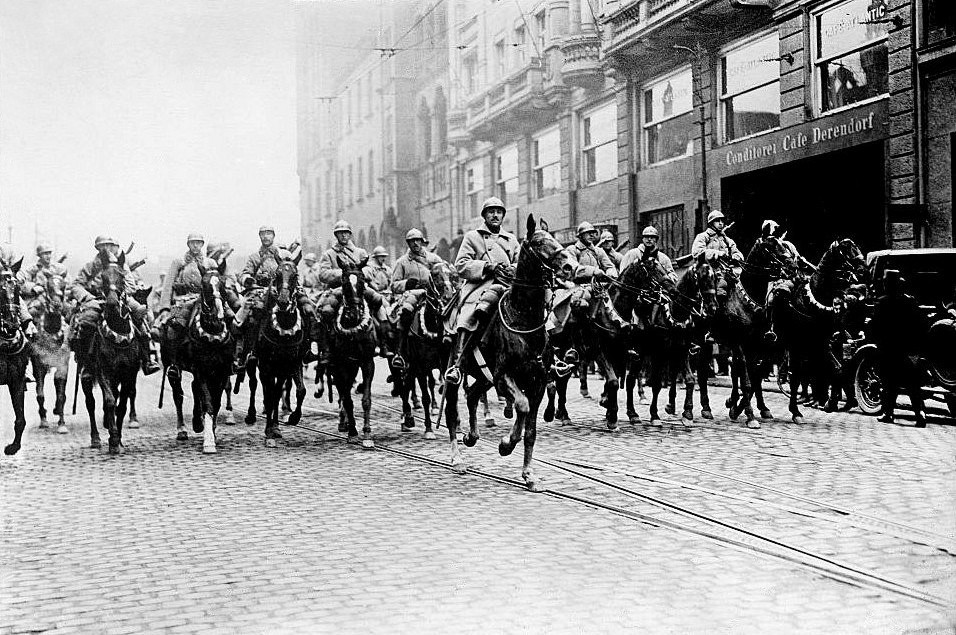
ルール占領当時、エッセン市街を行進中のフランス軍

1923年1月11日、フランスとベルギーが木材賠償の支払いが遅れているという理由でルールを占領した。ドイツ国民は社民党からドイツ国家人民党まで怒りが広がり、反フランスの「国民統一戦線」が成立した。ヒトラーは同日、フランスに占領された責任はマルクス主義、民主主義、議会主義、国際主義の背後にいるユダヤ人にあると演説した。3月31日にはフランス軍の銃撃でクルップ社の13人の労働者が死亡し、41人が負傷した。フランスとドイツの交渉が膠着したことでルール地方を事実上失ったドイツは石炭を外国から輸入せざるをえなくなり、またルール地方の企業支援のために通貨を無制限に発行し、5月には1ドル=15000マルク、11月には1ドル=4兆2000億マルクと下落し、ハイパーインフレーションが進行し、貨幣マルクはパピエルマルク（紙くずマルク）と呼ばれた。
1923年夏、バイエルン州政府は、中央政府がルールでの「消極的抵抗」を中止したことをドイツへの裏切りとして非常事態を宣言し戒厳令が敷かれ、フォン・カールを州総監に任命して全権を委任した。シュトレーゼマン中央政府も大統領緊急令で対抗したが、バイエルンはバイエルン駐在軍を州軍として編成し、州司令官ロッソウをバイエルン軍司令官として任命し、バイエルンは独立国家の様相を呈した。ただし、カールはナチ党を抑えようとしたため、ナチ党は反発を強めた。さらにライン地方も中央政府からの分離運動を開始し、共産党・コミンテルンも中央政府をファシズムとして批判した。
コミンテルンはドイツ共産党に武装革命を指示し、共産党は1923年10月23日にハンブルクで武装蜂起して党員24人と警官17人が死亡、ザクセンでは軍とデモ隊の衝突で23人の死者、31人の負傷者が出て、鎮圧され、各州で共産党は非合法化された。共産党による反乱に対して、ナチ党は自分たちも行動しなければナチ党支持者が共産党に転向することを恐れた。

### ミュンヘン一揆
バイエルン首相カール・警察長官ザイサー・バイエルン軍司令官ロッソウの三巨頭は、ナチ党とルーデンドルフを外してベルリンでナショナリスト独裁政府を樹立する計画を持っていた。1923年11月初頭、ザイサーがベルリンで陸軍最高司令官ゼークトとクーデター計画の交渉をするが、ゼークトは拒絶した。これに対してナチ党とルーデンドルフを中心とした闘争連盟(Kampfbund)もベルリンへの進軍を計画した。ヒトラーは11月6日カールが会合に現れなかったため、クーデターを決心、11月8日カールの集会に武装したナチ党が乱入し、ヒトラーは聴衆に向かって、ロッソウは国防大臣、ザイサーは警察大臣、カールは州摂政に任命し、「ベルリンのユダヤ人政府」を標的とするミュンヘン新政府の樹立を宣言した。ヒトラーは「今夜、ドイツ革命がはじまる」と宣言し、群衆は賛同の声にどよめいた。しかし、バイエルン軍も州警察も一揆に協力はせず、翌9日ヒトラーたちの行進に対して銃撃戦がはじまり、一揆勢力14人、警官4人が死亡し、こうしてミュンヘン一揆は一日で鎮圧された。ナチ党は禁止されたが、三巨頭も権力と信頼を失い、翌年に失脚した。
ヴィルヘルム・マルクス内閣では授権法(全権委任法)が与えられ、公務員40万人を解雇するなど大幅な予算削減を行った。
ナチ党、ルーデンドルフ、オーバーラント団、国旗団は1923年に首都ベルリンに進軍するためバイエルン州政府を掌握しようとクーデターを起こした。このミュンヘン一揆による権力掌握は失敗したものの、ヒトラーとナチ党の存在はドイツ国内外に広く知れ渡った。ナチ党はその後合法戦略に転換し、国会選挙での議席獲得を目指した。一方で党の半武装組織突撃隊は共産党の赤色戦線戦士同盟などと激しく衝突し、死者を出すことも珍しくなかった。また政治活動が禁じられていた軍内部にも浸透を図った。しかしこの過程で党員の将校が党細胞を組織しようとしたとして、反逆罪で訴追される事態が発生した。これはウルム国軍訴訟と呼ばれ、ナチ党の合法性をも問う訴訟となった。
ミュンヘン一揆を起こしたルーデンドルフは無罪放免になったあと、1924年に国家社会主義自由運動の国会議員となり、1925年ドイツ大統領選挙に出馬したが得票数最低で落選した。
1924年1月、ドイツ経済の破壊なしに賠償支払いを円滑にするドーズ案が出され、8月に連合国とドイツは了承した。国際環境の好転によって12月総選挙ではナチ党も共産党も後退した。しかし、国内では右翼、左翼の準軍事組織の結成が相次いだ。1924年2月、社民党系の「黒赤金国旗団」が310万を擁し、夏には共産党系の赤色戦線闘士同盟が結成され10万の勢力となった。ナチ党の突撃隊、鉄兜団、ドイツ民主党系の青年ドイツ騎士団などが展開した。1924年4月のバイエルン州選挙、および5月の国会選挙で民族ブロックが第一党となった。

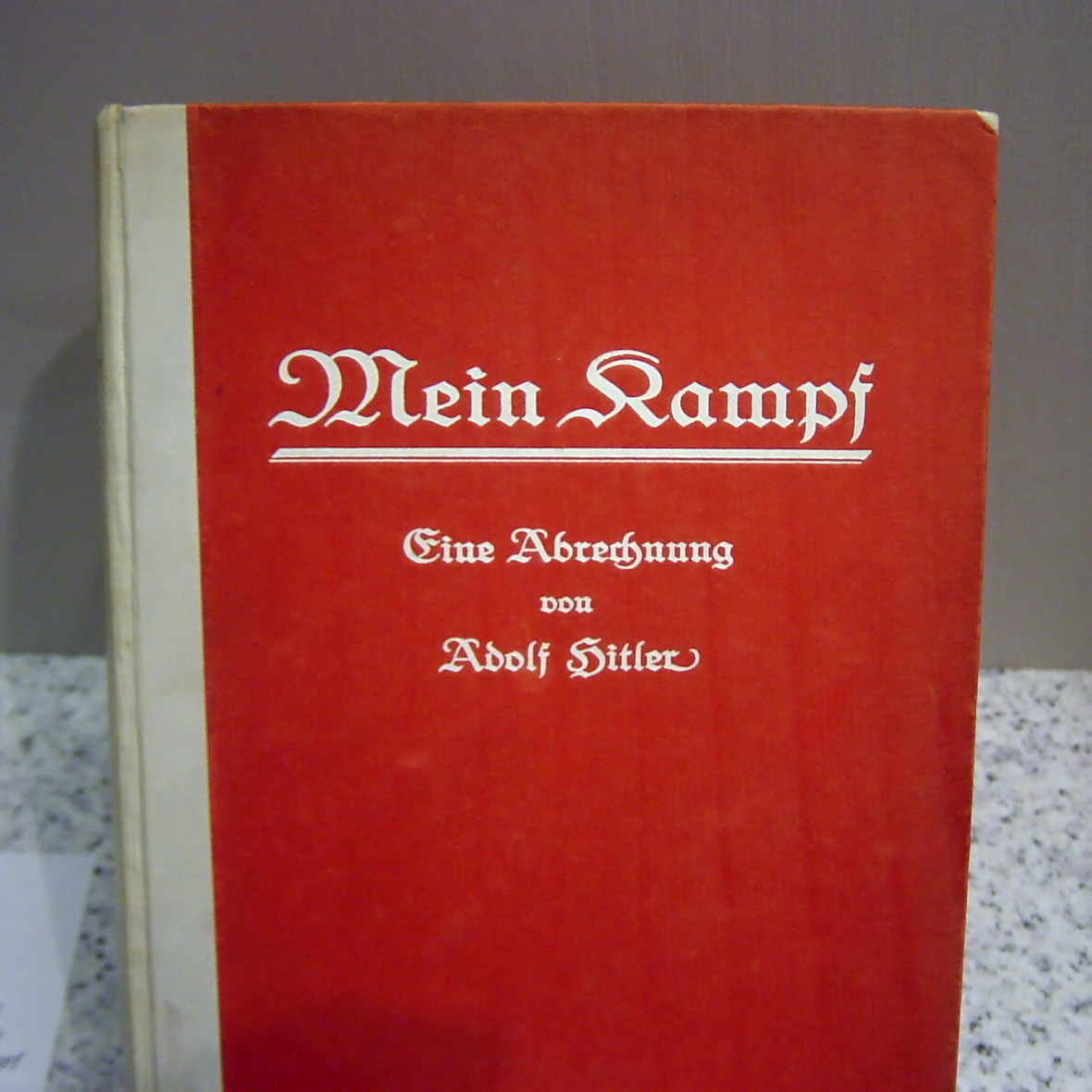
『我が闘争』

ミュンヘン一揆で収監されたヒトラーの留置場での待遇はかなり良く、支持者からのプレゼントや賛辞であふれ、来客も絶え間なく訪れ、法廷で演説し歓声が沸いた。1924年4月の判決では禁錮(城塞禁錮)5年と200金マルクの罰金にとどまり、警官の犠牲や社民党事務所の破壊、14兆6050億マルクの強奪などの責任は問われなかった。ヒトラーは獄中で『我が闘争』を執筆、1925年から1926年にかけて出版し、「全能の造物主の精神において」「私はユダヤ人を防ぎ、主の御業のために戦う」と宣言した。ヒトラーによれば、「寄生的存在であるユダヤ人は有害なバチルス菌のようにどこまでも広がっていき、定着した先で宿主の民族を消滅させる。ユダヤ人は平等と労働者の条件の改善を主張しているが、その目的はユダヤ人以外のすべての民族を奴隷にして絶滅させることにあり、黒髪のユダヤ人は若い娘を奪ったり、ライン川にニグロを連れてくるなどあらゆる手段を用いて混血による退化をもたらし白色人種を滅ぼそうとしている。人類のプロメテウスであり、輝く額から神々しい天才のひらめきによって文化を創造したアーリア人が絶滅すれば地上は深い闇につつまれ、人類の文化は消え失せ、世界は荒廃するだろう」と述べた。
1925年2月、禁止処分が解除されたためナチ党が再結成され、新規約では「ドイツ国民の最大の敵はユダヤ人とマルクス主義」とされた。2月27日の党集会は盛会となった。27年までナチは公の場での意見表明は禁じられたが、1926年7月のヴァイマル党大会では演説が許可され、親衛隊(SS)も初めて姿をあらわし、推定8000人の参加者は熱烈にヒトラーを歓迎した。

### 低迷期
エーベルト大統領が死去したため行われた1925年の大統領選挙では、与党ヴァイマル連合（社民党・中央党・民主党）は中央党のヴィルヘルム・マルクスを、一方、国家人民党ら右派は戦時英雄ヒンデンブルクを担ぎ、後者が勝利した。ヒンデンブルクは当初穏健な統治をすすめ、右翼過激派から批判されるほどであった。ヒンデンブルクは1925年末ロカルノ条約を締結し、国際連盟への加盟を実現させ、これによりヨーロッパの国際政治は安定したが、ソ連はロカルノ体制を警戒した。
当時、ナチ党は低迷期に入っていた。1927年、第四次マルクス内閣は失業保険制度など失業政策を実現させた。1927年3月にナチ党はバイエルンで演説禁止が解かれたが、聴衆の数は減少していき、勢力は伸びなかった。1927年の内務省報告でも、ナチ党は影響力がないとみなされていた。
ドイツ経済も回復し、アメリカ文化が浸透するなか、1928年5月の国会選挙では、ナチ党の得票率はわずか2.6%にとどまり、社民党が第一党として躍進し、国家国民党も後退した。選挙で惨敗したナチ党は結束を強めた。

## 世界恐慌の時代

### テューリンゲン州議会選挙
1929年10月、米国市場が暴落し世界恐慌が起こった。
1929年12月のテューリンゲン州議会選挙でナチ党は11.3%を獲得し6議席を得て連立政権に加入、内相と文相のポストを獲得した。1930年にはテューリンゲン州政府にナチ党幹部のヴィルヘルム・フリックが内務大臣として入閣した。フリックは全権委任法、バウハウスの閉校、警察組織制度改革などナチ党の思想に基づく政策を実行し、テューリンゲン州はナチ党政策の「実験場」となった。
国の中央政府（ライヒ政府）であったブリューニング内閣のヨーゼフ・ヴィルト内務大臣はナチ党の合法性を疑い、州政府から警察に出される補助金を打ち切ったが、これはライヒ政府とテューリンゲン州の訴訟に発展した。この訴訟においてはナチ党が非合法活動を行っている政党であるかどうかが争点となったが、ヒトラーは1930年9月20日に行われた「ウルム国軍訴訟」の法廷で「こうした高揚を代表する運動は、しかしながら、非合法な手段によっては準備されないのである」という「合法誓約」を行って党の合法性をアピールした。また国防省がナチ党員である事を理由に職員を解雇したことは違法であると判決が下ったこともあり、ライヒ政府のテューリンゲン州への介入は違憲である可能性が高まった。こうした事で不利を察知したライヒ政府は和解に動き、12月30日にテューリンゲン州が和解に同意した。この和解によってナチ党の違法判断は行われる事が無く、ナチ党は完全な合法政党として扱われるようになった。
| 選挙日         | 得票数     | 得票率 | 当選数 |
| -------------- | ---------- | ------ | ------ |
| 1928年5月20日  | 810,000    | 2.6%   | 12人   |
| 1930年9月14日  | 6,410,000  | 18.3%  | 107人  |
| 1932年7月31日  | 13,750,000 | 37.3%  | 230人  |
| 1932年11月6日  | 11,740,000 | 33.1%  | 196人  |
| 1933年3月5日   | 17,280,000 | 43.9%  | 288人  |
| 1933年11月12日 | 39,655,288 | 92.2%  | 661人  |

### 1930年の国会選挙
1929年の世界恐慌はドイツの経済に壊滅的な打撃を与え、この事態はドイツ政府への支持を一気に失わせた。1930年3月20日にドイツ社会民主党のヘルマン・ミュラー首相が辞職すると、パウル・フォン・ヒンデンブルク大統領は後継首相に中央党のハインリヒ・ブリューニングを指名した。ブリューニングは社会民主党の協力を得て大連立による議会運営を目指したが、社会民主党を嫌っていたヒンデンブルクの意向やドイツ人民党との連携を嫌った社会民主党側の拒絶もあり、少数連立による議会運営を余儀なくされた。従来の内閣は議会勢力の支持を受けた結果、大統領に任命されるという形式が執られていたが、ブリューニング以降の首相任命においてはこれらの手続きはとられなかった。これ以降の内閣は国会を基礎とせず、ただ大統領の信任のみに基づく内閣であったため、大統領内閣と呼ばれる。
1930年3月、ヒンデンブルク大統領は賠償を緩和するヤング案に署名したが、国家人民党、鉄兜団や全国農村連盟、ナチ党はヤング案は「ドイツ国民の奴隷化」だとして反発し、ナチ党は過激な行動で一挙に名をあげた。1930年5月、フランスのブリアン首相がヨーロッパを統一する計画を発表すると、ドイツは現状固定化になると反発した。
1930年9月の国会選挙でナチ党は650万票を獲得して、107議席の第二党となった。第一党の社会民主党は後退し、ドイツ国家人民党、ドイツ人民党は票を減らし、共産党は支持を伸ばした。
選挙期間中にナチ党支持の国軍ウルム駐屯地の士官3人が軍事クーデターを計画していたという嫌疑で国家反逆罪に問われた裁判でヒトラーはナチズムは合法的に権力を奪取し、ナチ政権下の憲法裁判では「1918年11月の罪」（ドイツ革命のこと）が問われるだろうと法廷で述べ、傍聴人から歓声があがった。1930年10月5日のブリューニング首相との会談でヒトラーは「共産党、社民党、フランス、ロシアを絶滅させる」と語った。
与党の国家人民党と人民党の議席が激減し、ブリューニング首相の政権運営はさらに苦しくなった。ブリューニングはドイツ社会民主党の協力を得たが、議会運営は困難であった。このためヒンデンブルク大統領に議会の議決を必要としない大統領令を発出させることで政権運営を行った。1931年には大統領緊急令の数が国会採択を上回り、1932年には大統領緊急令60に対し、議会での立法はわずか5に留まっている。しかし社会民主党に反感を持っていたヒンデンブルクは、次第にブリューニングへの信頼を失い、息子で陸軍大佐のオスカー・フォン・ヒンデンブルクや大統領官房長のオットー・マイスナー、国軍の実力者である国防次官クルト・フォン・シュライヒャーらといった側近グループを重用し始めた。

### オーストリアとの関税同盟
1931年3月、ドイツはヴェルサイユ条約で禁止されたオーストリアとの関税同盟を発表した。しかし、1931年5月にオーストリア最大の銀行クレディートアンシュタルト(ロスチャイルド家創立)が破綻すると、金融危機がはじまった。ドイツ＝オーストリア関税同盟を非難していたフランスはクレディートアンシュタルトへの借款を拒否し、同盟の成立を阻止した。アメリカなど諸外国の資本はドイツから撤退し、続けて大手紡績会社が倒産すると主力銀行の一つダナート銀行が破産したため、ドイツ政府は7月に金融機関に休業を命じた。しかし、恐慌は加速し、1931年末には失業者は600万人近くにのぼり、1932年にはホームレスが40万人、失業率は約30%となった。労働組合の行動力は低下し、就業者と失業者の溝が深まり、鉄兜団は国粋政府樹立をとなえた。
シュライヒャーはナチ党の協力を得ることが円滑な政権運営を可能にすると考え、ヒトラーを取り込もうとした。1931年10月14日、シュライヒャーの仲介でヒトラーははじめてヒンデンブルク大統領と会談した。ヒトラーは政府への協力を確約せず、さらに元帥（ヒンデンブルク）の威厳に落ち着きを失ったこともあり、相互に悪印象を与えるだけの会談となった。ヒンデンブルクはヒトラーの長広舌にうんざりして「首相の器ではなく、せいぜい郵政大臣どまり」と評している。10月21日、ナチ党は国家人民党や鉄兜団などの右派とともにハルツブルク戦線を結成してブリューニング内閣とヒンデンブルク大統領への攻撃を強めた。

### 1932年ドイツ大統領選挙からブリューニング内閣崩壊へ

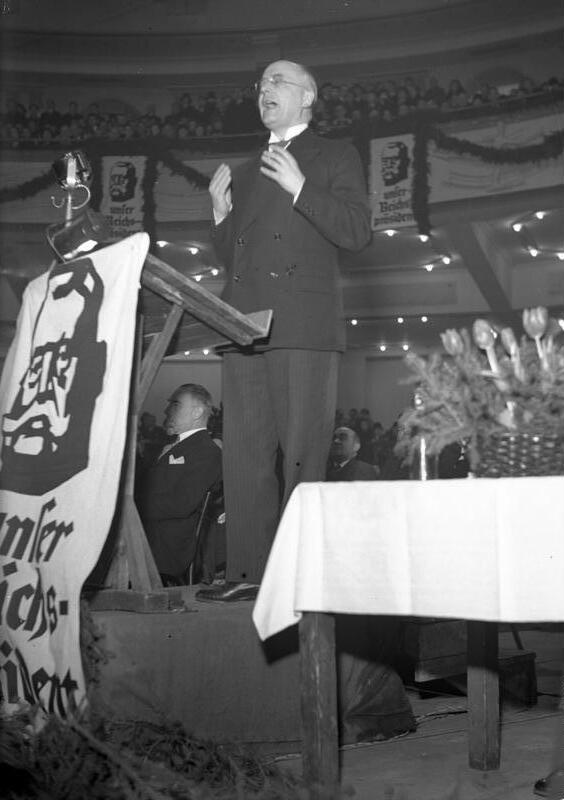
ヒンデンブルク大統領の応援演説を行うブリューニング

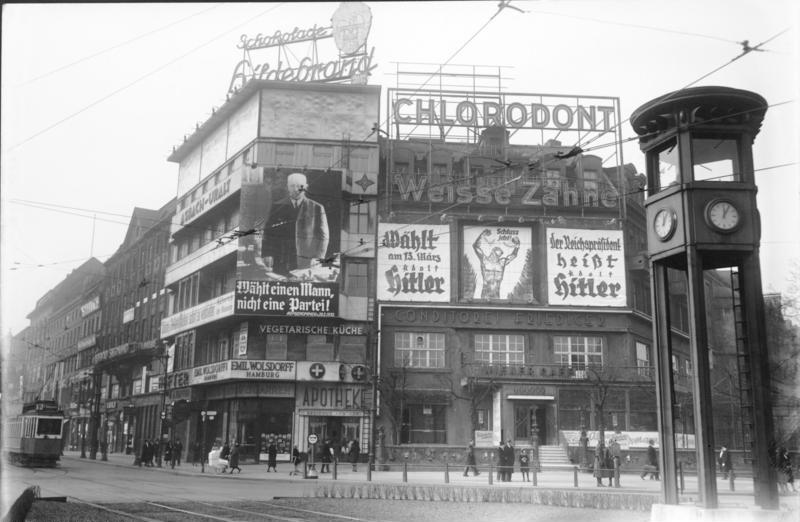
ヒンデンブルクとヒトラーの選挙広告（1932年3月）

1932年4月の大統領選挙に際して、ブリューニングとヒトラーはヒンデンブルク大統領の続投を目指して交渉し、ブリューニングはナチ党を弱めようとし、ヒトラーはブリューニングの罷免を条件に支持するとヒンデンブルクに交渉したが、ヒンデンブルクは拒否した。
ヒトラーは当初「自分は首相になるつもりだ。大統領の柄ではないし、大統領にはならないことも知っている」と大統領選挙出馬を否定していたが、選挙公示の15日前に出馬を決めた。出馬しなければ支持者を失うことをおそれての立候補だった。
ヒンデンブルクは社民党や中央党の支持を得て53%の票を獲得し、ヒトラーも37%の1300万以上の票を獲得した。
選挙終了間もない1932年4月13日の州議会選挙では、ブリューニング首相と国防相ヴィルヘルム・グレーナーによってナチ突撃隊と親衛隊の活動が禁じられた。グレーナー国防相がブリューニング首相と大統領に要請しての大統領令だった。左翼の準軍事組織が適用外であったので、ナチスは当局は偏っていると批判した。シュライヒャーもこの措置に反発し、ヒンデンブルク大統領を説いて社会民主党の国旗団も同様に禁止させるべきであるという大統領書簡を発表させた。重大な問題を起こしていない国旗団を解散させることは出来ず、グレーナーはシュライヒャーの辞職要求を受けて辞任した。州議会選挙では、プロイセンとアンハルト自由州においてナチ党は第一党となった。
さらにブリューニング内閣が打ち出した東部（東プロイセン）農業救済政策はユンカーの猛反発を受け、政権は末期状態となった。
国防相グレーナー配下のクルト・フォン・シュライヒャー将軍は軍とナチ党による独裁体制を樹立することを目指し、ヒンデンブルク大統領側近という立場から政権中枢でブリューニング倒閣運動を展開した。5月8日、シュライヒャーはヒトラーと会談し、突撃隊・親衛隊の禁止令を解除すること、新内閣成立まもなく総選挙を行うことと引き替えに協力を求めた。ヒトラーは応じ、次期内閣への支持を約束した。
国防相グレーナーの国会演説中で騒ぎがおき、シュライヒャー将軍はグレーナーに軍の支持は失ったと告げたことで、1932年5月12日にグレーナーは辞任した。5月29日、ヒンデンブルクが辞任を求めると即座にブリューニングも辞任した。同日午後、ヒンデンブルクはヒトラーと会談し、突撃隊禁令の撤回などが約束された。
5月30日にブリューニング内閣は総辞職した。

## パーペン内閣

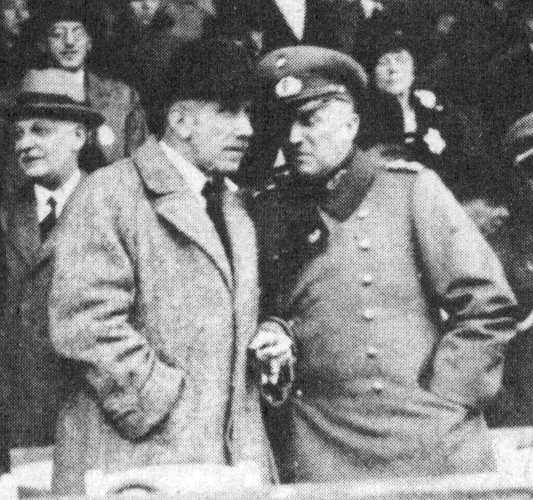
パーペンとシュライヒャー（1932年）

続けてシュライヒャー将軍は旧友フランツ・フォン・パーペンに首相就任を打診し、さらにナチ党以外の政党からの影響を受けないような閣僚リストも作成したうえでパーペン内閣が1932年6月1日に成立した。パーペン内閣には貴族出身者が多く『男爵内閣』と呼ばれた。シュライヒャーは国防相となった。パーペンは中央党の党員であったが、ブリューニングを裏切る形で後継首相となったことで中央党から離脱せざるを得なかった。このためパーペン内閣の与党は存在しなくなった。ヒトラーはパーペンに面会した際に「あなたの内閣は一時的な措置である」と述べた。ナチ党は人気のないパーペン内閣を支持することはなく反政府の立場を鮮明にした。
5月から6月にかけてナチ党はオルデンブルク州、メクレンブルク=シュヴェリーン州、ヘッセン州で44〜49%の得票率を記録した。突撃隊と親衛隊の禁令も解除された。

### プロイセン血の日曜日事件
6月から7月にかけてドイツ各地でナチ党員と共産党員による衝突と殺人事件が多発し、相互に犠牲者を出していった。7月17日、首都ベルリンを置くプロイセン自由州アルトナでの血の日曜日事件では突撃隊のパレードに対して共産党員・赤色戦線戦士同盟が発砲し、17人が死亡、64人が負傷した。社会民主党の牙城であるプロイセン州では、社民党のオットー・ブラウンが州首相を務めていたが、7月20日、パーペン内閣は大統領令によって、血の日曜日事件の責任などを理由にブラウン州首相を解任し、パーペンがプロイセン総督（プロイセン州国家弁務官）となった（プロイセン・クーデター）。社民党は抵抗できずに降伏した。州政府罷免は裁判所によって違憲とされたが、パーペンは従わず乗り切った。この事件は後にナチ党が州政府を掌握する際の先例となった。

### 1932年7月ドイツ国会選挙

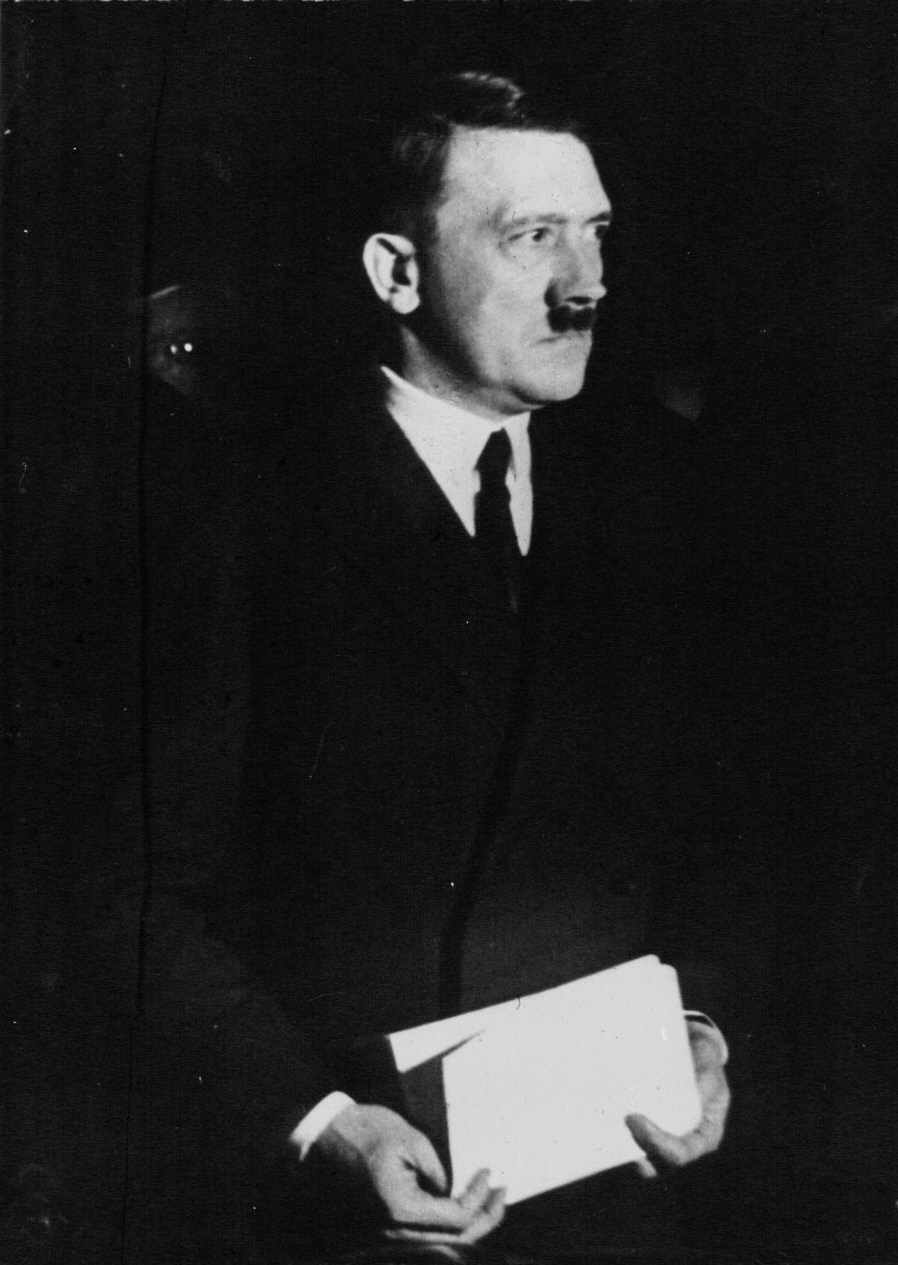
ヒトラー（1932年）

ヒンデンブルク大統領は国会を解散し、総選挙が7月31日に行われることになった。この1932年7月ドイツ国会選挙で国民社会主義ドイツ労働者党はさらに躍進、230議席を得て第一党となった。パーペンは辞職してヒトラーに政権を渡すことを考えた。またヒトラーは自身を首相とする内閣改造案をシュライヒャー将軍に打診し、シュライヒャー将軍はヒトラーの要求をヒンデンブルク大統領に伝えたが、大統領は拒絶した。ヒンデンブルクはこの時にはヒトラーを『ボヘミアの伍長』と嫌っていた。
8月5日、シュライヒャーはヒトラーと会談し、副首相の地位を提示した。しかしヒトラーは首相の地位と全権委任法の成立を要求した。シュライヒャーはヒンデンブルクとヒトラーを会見させることのみ約束した。
8月13日、ヒトラーはベルリンを訪れシュライヒャー、パーペンと相次いで会談した。シュライヒャーとパーペンはヒトラーに副首相としての入閣を提案したが、ヒトラーは受け入れなかった。
その日の午後3時、ヒンデンブルクとヒトラーの会談が始まった。ヒトラーは首相の地位を要求したが、ヒンデンブルクは拒否し、突撃隊によるテロへの警告を行うとともに、パーペン内閣への協力を求めた。ヒンデンブルクは「異なる考え方をもつ者に対してこれほど寛容ではない党」に政権を渡すことはできないし、テロ行為には最大限厳しく対応すると回答し、ヒトラーは自制心を保ったが怒りで爆発寸前だった。ヒトラーは退出後には自分を『屈辱的な会談』に引っ張り出したパーペンを激しく罵った。すっかり気落ちしたヒトラーは副首相の地位でも良いかと弱気になったが、パーペンがこの会見の模様を新聞にリークしたことで激怒した。憤激した突撃隊が直接行動に出ようとする動きもあったが、突撃隊には2週間の休暇が与えられることで沈静化した。この新聞発表にはナチ党を引き入れようとしたシュライヒャーも当惑し、パーペンを見限って新政権を建てることを計画し始めた。
折しもパーペン内閣が8月9日に発効させた対テロ闘争緊急令によって、シュレージエンのポテンパ村での突撃隊による共産党員の殺害事件に対して死刑判決が出された。ナチ党は「血の判決」だとパーペン政権を非難したため、パーペンは政治的判断で減刑に応じた。ナチ党は対テロ闘争緊急令をマルクス主義に対するものと考えて歓迎しており、フェルキッシャー・ベオバハター紙はナチ政権での緊急令では共産党と社民党幹部は逮捕され、強制収容所に収容されるだろうと論じていた。

### パーペン内閣崩壊

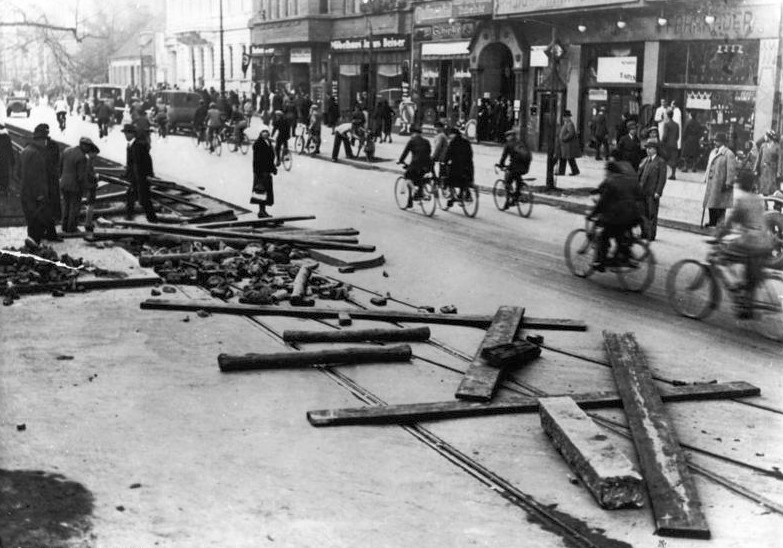
ベルリン市電ストライキ。バリケードで線路を封鎖している

新国会が開催されると、ナチ党は中央党の協力を得てヘルマン・ゲーリングを国会議長に選出した。国会は当初はスムーズに展開していた。しかし、9月12日の本会議で共産党議員エルンスト・トルグラーがパーペン内閣不信任案を提出した。
すでにパーペンは8月30日時点でヒンデンブルク大統領から解散命令を受け取っていたが未提出のままだった。パーペンは大急ぎで国会解散の大統領令を出すことで不信任案の採決を阻止しようとしたが、ゲーリングは無視して不信任案の採決を行った。採決は賛成512、反対42の圧倒的多数で不信任案が可決され、パーペン内閣を信任したのはドイツ国家人民党とドイツ人民党だけだった。同時に解散命令も発効し、次回選挙は11月6日に定められた。
前回の選挙で資金を使い果たしたナチ党にとっては厳しい選挙戦となった。大多数のメディアはナチ党に敵対的であったし、ナチ党はラジオの利用も許されなかった。選挙期間中、ナチ党は保守主義者パーペンを攻撃し、またベルリン交通労働者のストライキを共産党と一緒に支持したことなどから、ナチ党を共産主義・社会主義とみなすイメージが中産階級の間で広まった。新聞もナチ党を共産党扱いし、共産党を警戒する財界人は援助を引き上げた。
1932年11月ドイツ国会選挙でナチ党は第一党は確保したが、前回比200万票を減らし議席数も230から196に減った。支持を伸ばしたのは共産党とドイツ国家人民党だった。共産党が着実に議席を伸ばしていることが保守派の警戒心をあおった。
パーペンはナチ党を含む各党に協力を求めたが、拒否された。パーペンは辞任の意向を伝えたが、ヒンデンブルクは「ペンキ屋ふぜい（ヒトラーのこと）にビスマルクの椅子を与えるわけにはいかない」とヒトラーを拒否した。それから2回ヒンデンブルクとヒトラーの会談が行われたが、またしても交渉は物別れに終わった。このようにヒンデンブルク大統領は変わらずヒトラーを嫌い、ヒトラーもヒンデンブルクを軽蔑していたが、大統領の後ろ盾を得ずに権力を掌握することは不可能であった。
この間にヒトラーを首相にするようにという請願書が多数大統領の下に送付された。特に11月19日にライヒスバンク元総裁ヒャルマル・シャハト、合同製鋼社長フリッツ・ティッセン、ヴィルヘルム・クーノ元首相ら「ケップラー・グループ」の政財界人が連名で送った請願書は有名である (Industrielleneingabe)。
1932年12月1日、ヒンデンブルク・シュライヒャー・パーペンの三者会談を行った。パーペンは議会の機能停止と軍隊による治安維持を提案した。シュライヒャーはパーペンの代わりに自分が首相になり、社会民主党やナチ党の一部を切り崩すことで事態を沈静化すると提案した。パーペンは議会に秩序が戻るまでの数ヶ月間は自分が首相として留まると主張したが、これに対しシュライヒャーは「坊さん、坊さん、汝は苦難の道を選びたり」と、かつてマルティン・ルターに投げつけられた言葉を投げかけ、ここにいたって二人の関係は完全に破綻した。
ヒンデンブルクはパーペンに組閣を依頼したが、シュライヒャーは非常事態を宣言して憲法違反を犯す計画がなされてしまえば内戦になることは避けられないし、ストライキと混乱が起きると軍は国境を防衛できないと忠告した。翌日の閣議でシュライヒャーは軍や警察にナチ党が浸透しているため、強硬手段は内戦やポーランドの介入を招くとの軍の調査結果を発表した。この結果を受けてヒンデンブルクも「祖国を内戦に追いやることは出来ない」として、不承不承ながらシュライヒャーを首相に任命した。ヒンデンブルクはパーペンを気に入っており、辞任の際も握手して落涙し、「私には一人の戦友がいた」と書かれた写真を贈った。この後、パーペンはヒンデンブルクの側近となった。

## シュライヒャー内閣

### ナチ党分裂の危機

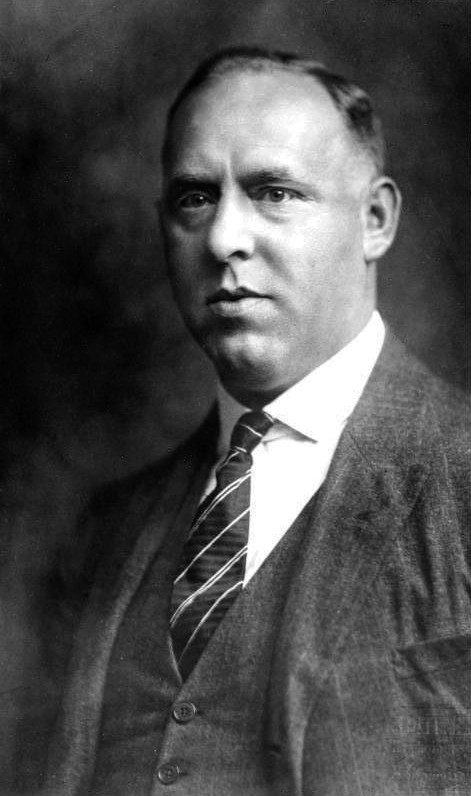
グレゴール・シュトラッサー

12月3日、シュライヒャーは正式に首相に就任した。
シュライヒャーはヒトラーに協力を求めたが拒絶されたため、ヒトラーの右腕で現実的穏健派だったグレゴール・シュトラッサーに副首相として入閣を打診した。ヒトラーが指導者原理の強硬路線でパーペン内閣への入閣を拒絶したのに対して、シュトラッサーは首相ポスト以外であっても入閣すべきであると考えており、当時党内の幹部では唯一の反対意見を述べるなどナチ党の組織を現実的に再編した穏健派とみなされていた。またシュトラッサーは労働組合にも融和的であった
シュトラッサーは党の資金力がこれ以上の選挙に耐えられないと考えており、この提案を党に持ち帰ることを了承した。しかし12月5日にホテル・カイザーホーフで開かれた幹部会でこの提案を披露したところ、かつての部下であるゲッベルスをはじめとする幹部からヒトラーを裏切ったと猛反発を受けた。ヒトラーもシュトラッサーを猛批判し、ショックを受けたシュトラッサーは12月7日に党の役職をすべて辞任し、翌日ミュンヘンに帰った。この時、シュトラッサーは次のような言葉を残している。
ナチス左派の領袖であり、組織を仕切ってきた古参幹部シュトラッサーの離脱はナチ党にとって大きな衝撃であり、シュトラッサーの出方次第ではナチ党が分裂する可能性も高かった。ナチ党は結党以来最大の分裂の危機を迎えた。
ヒトラーは党の分裂に怯え、もしそうなったならば「私の夢はどれ一つとして実現しないでしょう」「すべてが失われた時、私がどうするかおわかりでしょう。（中略）約束を守って、弾丸で自分の一生にけりを付けるつもりです」とクリスマスにヴィニフレート・ワーグナーへ送られた手紙で自殺すらほのめかしたけれども、シュトラッサーは党内の支持勢力を糾合してヒトラーに対抗する道を選ばず、党の分裂は回避された。
ヒトラー、ゲッベルス、レーム、ヒムラーらは、シュトラッサーの作った組織を廃止し、大管区指導者をヒトラーが直接指導する体制を作り上げ、党内ではヒトラー支持のキャンペーンが実施された。12月初頭のテューリンゲン州の町村議会選挙でナチ党は壊滅的な結果に終わった。
一方、シュライヒャー首相は社会民主党の協力を得るため、労働組合の組織全ドイツ労働総同盟の代表テオドール・ライパルトと接触を持ったが、社会民主党はシュライヒャーに反感を持っており、交渉を禁じた。
また、シュライヒャーはユンカーを押さえようと1930年に行われた東部農業救済政策で不当な利益を得た者の調査を開始するとした。しかしこれはユンカーの猛反発を受け、自身も東部に農地を持つヒンデンブルクもシュライヒャーへの不信感を募らせた。この農地は息子オスカーの名義となっており、相続税の負担を逃れるための名義替えであるという疑惑が存在していた。

### パーペンの水面下の策動

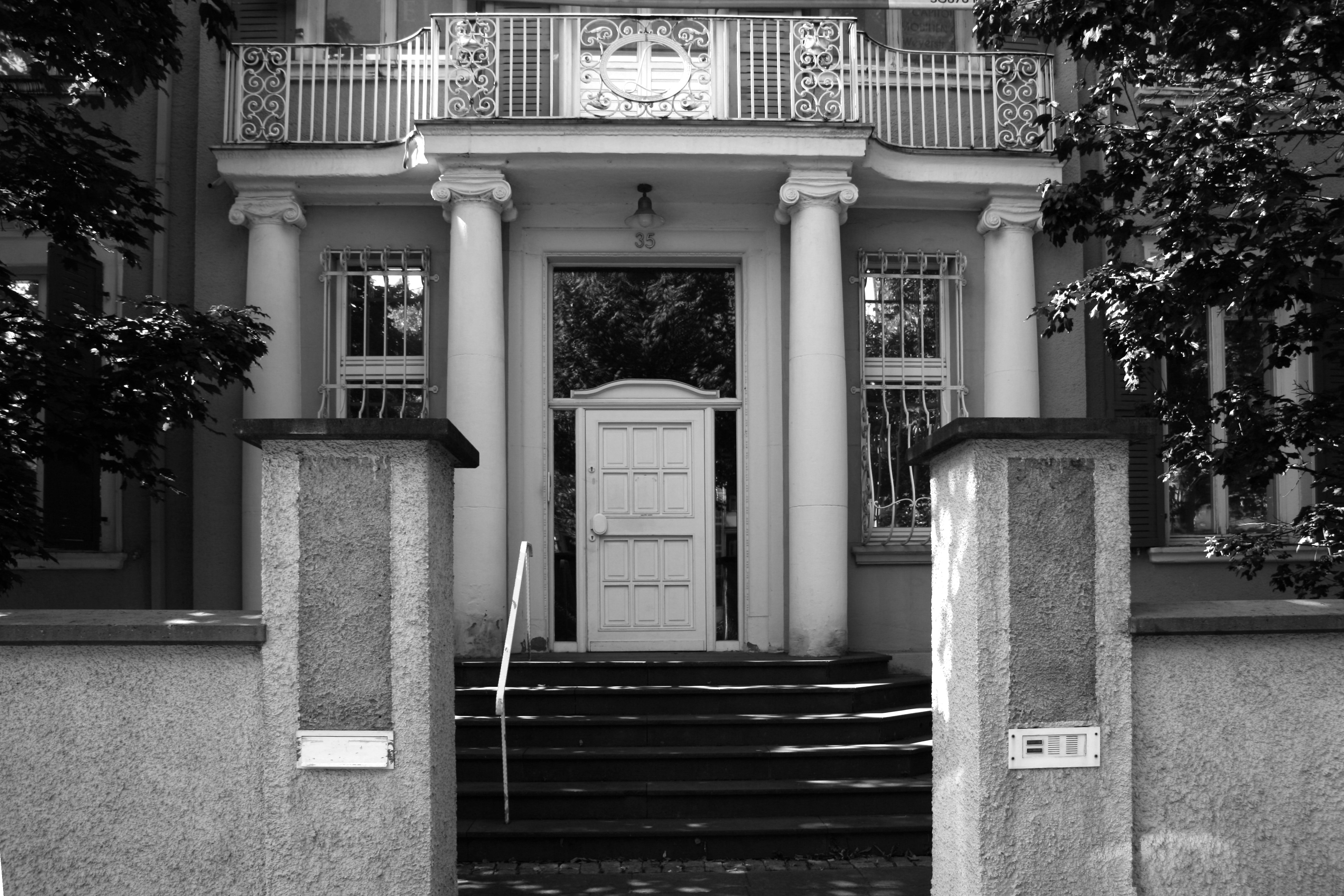
ケルンにあるシュレーダー男爵旧邸

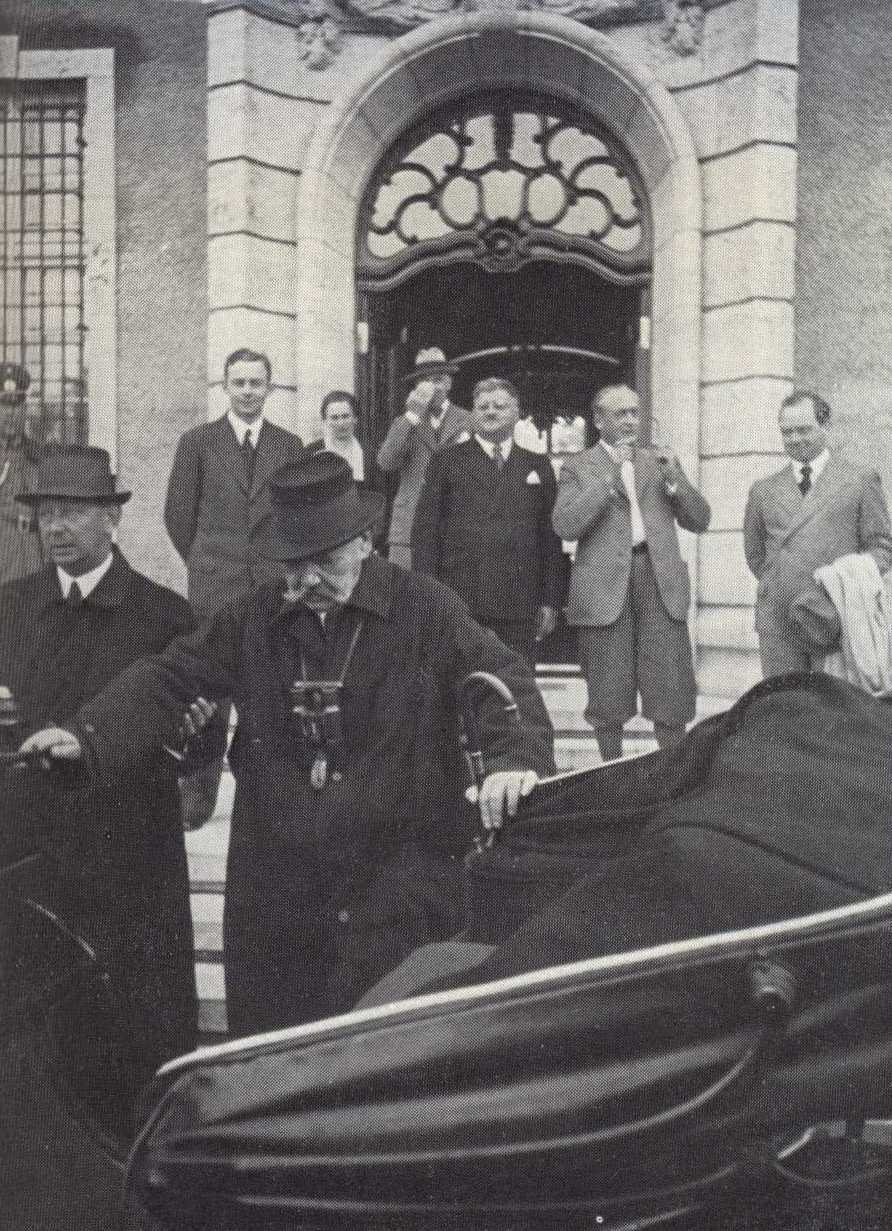
車に乗り込もうとするヒンデンブルク大統領と息子オスカー。後部中央の黒服の人物がマイスナー、その右がパーペン

この情勢を見てパーペンは復権のために動き出した。ワイン商でナチ党員のヨアヒム・フォン・リッベントロップを仲介にしてヒトラーと接触を取り始めた。1933年1月4日、ケルンの銀行家クルト・フォン・シュレーダー男爵邸でヒトラーとパーペンは極秘会談を行った（銀行家シュレーダー邸におけるパーペンのヒトラーとの会談）。この会談でヒトラーとパーペンによる内閣の設立が合意された。シュライヒャーに裏切られたヒトラーにとってパーペンはヒンデンブルクとの交渉人であり、他方のパーペンもシュライヒャーに政権を追われたことから、ヒトラーの入閣を画策し、さらにパーペンを副首相とすればヒトラーの首相就任に働きかけるとの合意であった。しかしこの情報は新聞記者に察知され、シュライヒャーの知るところとなる。
シュライヒャーはヒンデンブルクにパーペンに接触しないように依頼するが、ヒンデンブルクはパーペンが密かにヒトラーと交渉することを許可した。さらに、シュライヒャーはユンカーを味方につけようとして破産したユンカーの農地買い取り計画を提議したものの、シュライヒャーを見限りつつあったヒンデンブルクはこの案を拒否した。軍部の上層部は大半がユンカーであったため、ユンカー優遇策に失敗したシュライヒャーは軍の支持すらも失ってしまった。
1月15日にはリッペ自由州で州議会選挙が行われた。リッペ州はドイツにおける最小の州であり、その選挙は普通であればほとんど注目されない地方選挙であり、どの政党も本腰をいれて取り組んでいなかった。しかしナチ党の選挙の責任者であったゲッベルスはこれを逆手にとり、リッペを一大キャンペーンで覆い尽くした。このことで、ドイツ国民はリッペ州選挙は国政の行方を占う一大選挙であるかのように錯覚した。選挙の結果、ナチ党は9議席を獲得してリッペ自由州議会の第一党となった。ナチ党は再び上り調子の党であると認識され、沈滞ムードを吹き払った。党には再び献金が殺到し、「党の財政状態は、一晩で根本的に改善された」。この翌日、シュトラッサーは正式に党から除名された。1月18日、リッベントロップ邸でヒトラーとパーペンの再交渉が行われた。ヒトラーは首相の地位を再度要求したが、パーペンはヒンデンブルクやその息子のオスカー・フォン・ヒンデンブルク大佐が強い反対を示し困難であると話した。この際にリッベントロップはオスカーとヒトラーの会談を提案した。
ヒンデンブルクは息子のオスカーの言葉に左右されることが多かったから、ヒンデンブルクを動かすためには彼の説得が不可欠であった。それまでは公然とヒトラー嫌いの発言をしていたオスカーを説得するために1月22日にリッベントロップの別荘でヒトラーとオスカーの極秘会談が行われることになった。オスカーは大統領官房長マイスナーを同行し、ヒトラーはゲーリングとヴィルヘルム・フリックを連れてきていた。一時間ほどオスカーとヒトラーは別室で会談し、それから食堂で豆とベーコン料理のみの会食が行われた。別室の会談で何が話されたのかは現在も明確になっていないが、ヒトラーがヒンデンブルクの土地取得に関する疑惑を表沙汰にすると脅迫したものと歴史学者は見ている。会食の後、車に乗ったオスカーは「こうなってはやむを得ない。ナチスを政府に迎えざるをえないだろう」とつぶやいた。パーペンはこの時のオスカーの様子を見て、自らの首相就任を諦めた。以降パーペン、オスカー、マイスナーはヒトラーを首相にするよう、ヒンデンブルクに働きかけはじめた。

### シュライヒャー内閣崩壊
オスカーとヒトラーの会見の情報はすぐさまシュライヒャーにも知られたが、彼に残された手段は限られていた。シュライヒャーはヒンデンブルクに国会の停止と軍部による独裁政権樹立を提案した。しかしヒンデンブルクは拒否し、しかもこの提案は外部に漏洩し、社会民主党や中央党から『憲法違反』『人民の敵』と罵られた。シュライヒャーは憲法を犯す意思はないと弁明したが、この弁明はかえって数少ない与党である国家人民党に見捨てられることとなった。これを見てパーペンは国家人民党と鉄兜団を自派に引き入れた。
1月28日、シュライヒャーは最後の手段として国会の解散をヒンデンブルクに持ちかけ、受け入れられなければ自らは辞職するとした。ヒンデンブルクは再度拒絶し、シュライヒャーの辞職を求めた。しかしヒンデンブルクはなおも迷っており、次のように語った。
ヒンデンブルク大統領
「わたしがこれからしようとしていることが正しいかどうかは、私自身にもわからない。だが間もなく（天を指さして）あそこに行けば答えが出るだろう。私はすでに墓の中に片足を突っこんでいるが、後で天国に行ったときこの行為を後悔しないという確信はない」
シュライヒャー首相
「このような背信のあとで、閣下は果たして天国へ行けるでしょうか？」—ジョン・トーランド著、永井淳訳 『アドルフ・ヒトラー』2巻 集英社〈集英社文庫〉、113-114頁
シュライヒャー首相は輸入関税に消極的であるとして農村同盟から闘争を宣言され、さらにドイツ国家人民党からも抵抗を宣言されたため、1933年1月28日に内閣総辞職した。

## ヒトラー内閣成立
シュライヒャーが去った後、パーペン、オスカー、マイスナーなどの大統領の重臣たちがヒンデンブルクの元を訪れてヒトラーの首相任命を要請した。ヒンデンブルクはパーペン内閣に戻そうとしたが、ヒトラー内閣も可能と考えるようになっていた。ヒンデンブルクは「ではあのヒトラーを首相にするのが、わしの不愉快きわまる義務なのかね？」と言って抵抗したものの最後には折れ、パーペンを副首相、ヴェルナー・フォン・ブロンベルク中将を国防相にすることを条件とした。ヒトラーはパーペンを副首相とすることを不承不承認めたため、ヒンデンブルクもヒトラーが引き下がったことを喜び、ヒトラー内閣を承認した。
翌日1月29日、パーペンは大統領の言葉をヒトラーに伝え、ヒトラーは承諾した。パーペンによる閣僚リストでは外相ノイラート、財務相クロージク、運輸郵政相リューベナハはシュライヒャー内閣からの引き継ぎで、プロイセン内相にゲーリング、経済相に国家人民党のアルフレート・フーゲンベルクだった。
パーペンは保守派によってヒトラーを確実に封じ込めることができると考えており、懸念に対して「われわれはヒトラーを雇ったのだ」と語った。フーゲンベルクは、ヒトラー内閣以外に選択肢はないが、ヒトラーの権力を制限すべきだと会談で述べ、ヒトラーの就任に反対した鉄兜団に対してヒトラーの封じ込めは可能だと反論した。
ヒトラーは選挙後に大統領の同意に頼らないようにするための全権委任法を通すとパーペンに伝え、頻繁な国会選挙を望まないパーペンとヒンデンブルクも了承した。

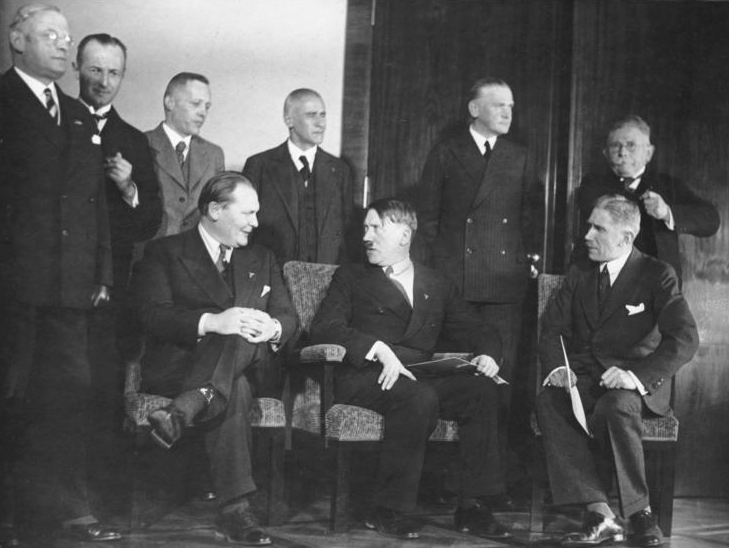
成立日のヒトラー内閣

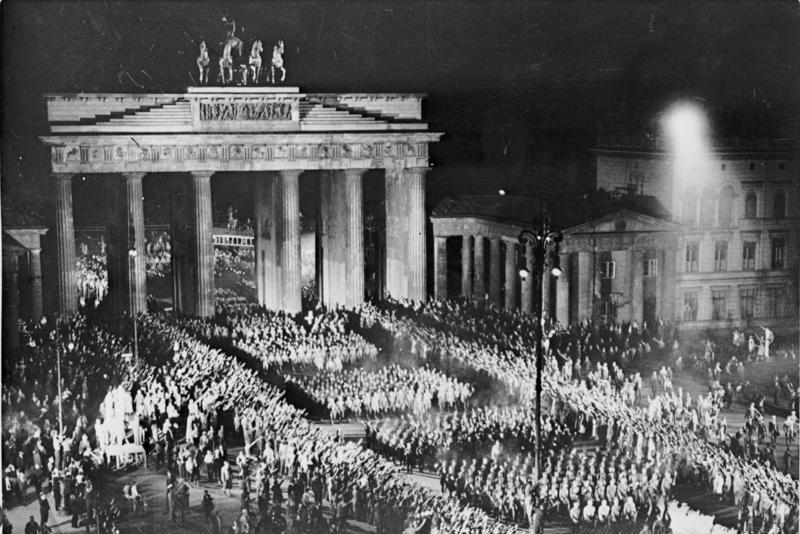
1933年1月30日の夜ブランデンブルク門前で松明行進を行う突撃隊

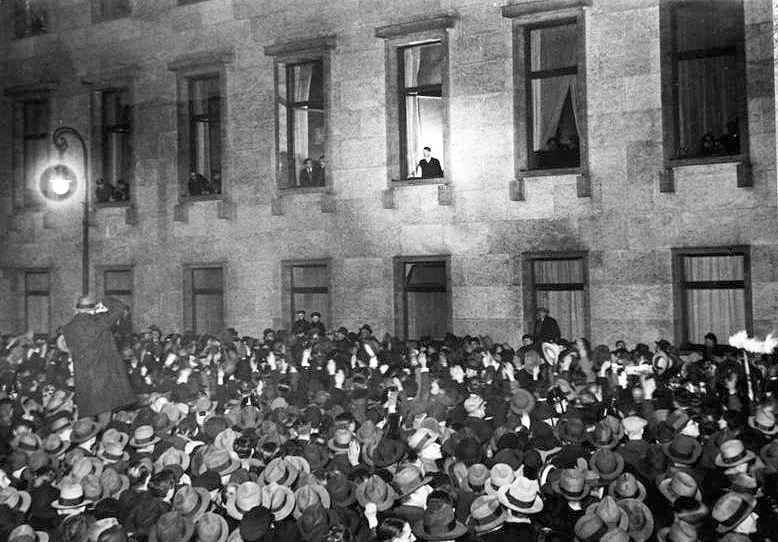
首相官邸の窓に現れたヒトラー

首相への道が開けたことにヒトラーとゲーリング、ゲッベルスは喜び、マクダ・ゲッベルスが焼いたナッツケーキで祝宴を開いた。そこにシュライヒャーの使者ヴェルナー・フォン・アルヴェンスレーベンが訪れ、ヒンデンブルクがヒトラーを首相に指名すれば、軍部のクーデターが起こると警告して去った。ヒトラーは驚き、ベルリンの突撃隊に警戒態勢を取らせ、党員である警察幹部にヴィルヘルム街（官庁街）の占領準備を命令した。さらにジュネーブ軍縮会議から帰国中のブロンベルク中将に連絡し、ベルリン駅から大統領官邸に直行させた。この措置は一揆の発生に対応するためと、シュライヒャーとの連絡を絶ってブロンベルクを確実に味方に引き入れるためであった。
1933年1月30日朝、大統領官邸に新内閣の首脳が集まった。国民社会主義ドイツ労働者党（ナチ党）、ドイツ国家人民党、鉄兜団の連立内閣ヒトラー内閣が誕生した。
首相はナチ党のヒトラー、副首相にドイツ国家人民党のパーペンが就任した。首相官邸でヒトラーはプロイセン州総督へ就任できなかったことを不満に思い、国会選挙をすると主張し、フーゲンベルクと口論になるという一幕もあった。フーゲンベルクはナチ党が要求する総選挙に反対し、新政府発足は遅れた。パーペンは午前11時までに政府が成立しなければシュライヒャーと軍のクーデターが起こると激高した。そこにヒトラーとゲーリングが到着して選挙後も内閣改造はしないと言ってフーゲンベルクを説得したが、彼はなおも納得しなかった。しかしマイスナーが大統領を待たせてはいけないとたびたび注意し、解散については中央党やバイエルン人民党とも話し合うとヒトラーが告げたため、フーゲンベルクも折れた。
ヒンデンブルク大統領は国民的右翼勢力が遂に結束したことを歓迎した。
それから新首相の親任式が行われたが、大統領が通常行う歓迎演説や任務の説明も省略された。ヒトラーはその日の夕方、閣僚に対して、共産党を禁止すればゼネストとなり軍の動員となるが、それは避けたい、最善の策は国会を解散し、次の選挙で政府が過半数をとることだと主張した。パーペンとヒンデンブルクは国民による新政権の承認の必要性ということから、選挙を承認した。選挙にあたってヒトラーは、パーペン内閣が準備していた「ドイツ国民を防衛するための大統領緊急令」を発効させ、敵対勢力のメディアや集会を押さえ込むために活用された。
ナチ党員は歓喜し、街に繰り出して行進した。夜にはゲッベルスの演出で松明を持った突撃隊員が大行進を行った。後に「白いバラ」運動を起こす反ナチ運動家となったショル兄妹の姉・インゲは、「ラジオも新聞も今後ドイツのすべてがよい方向に進むであろう」と報じていたと回想している。

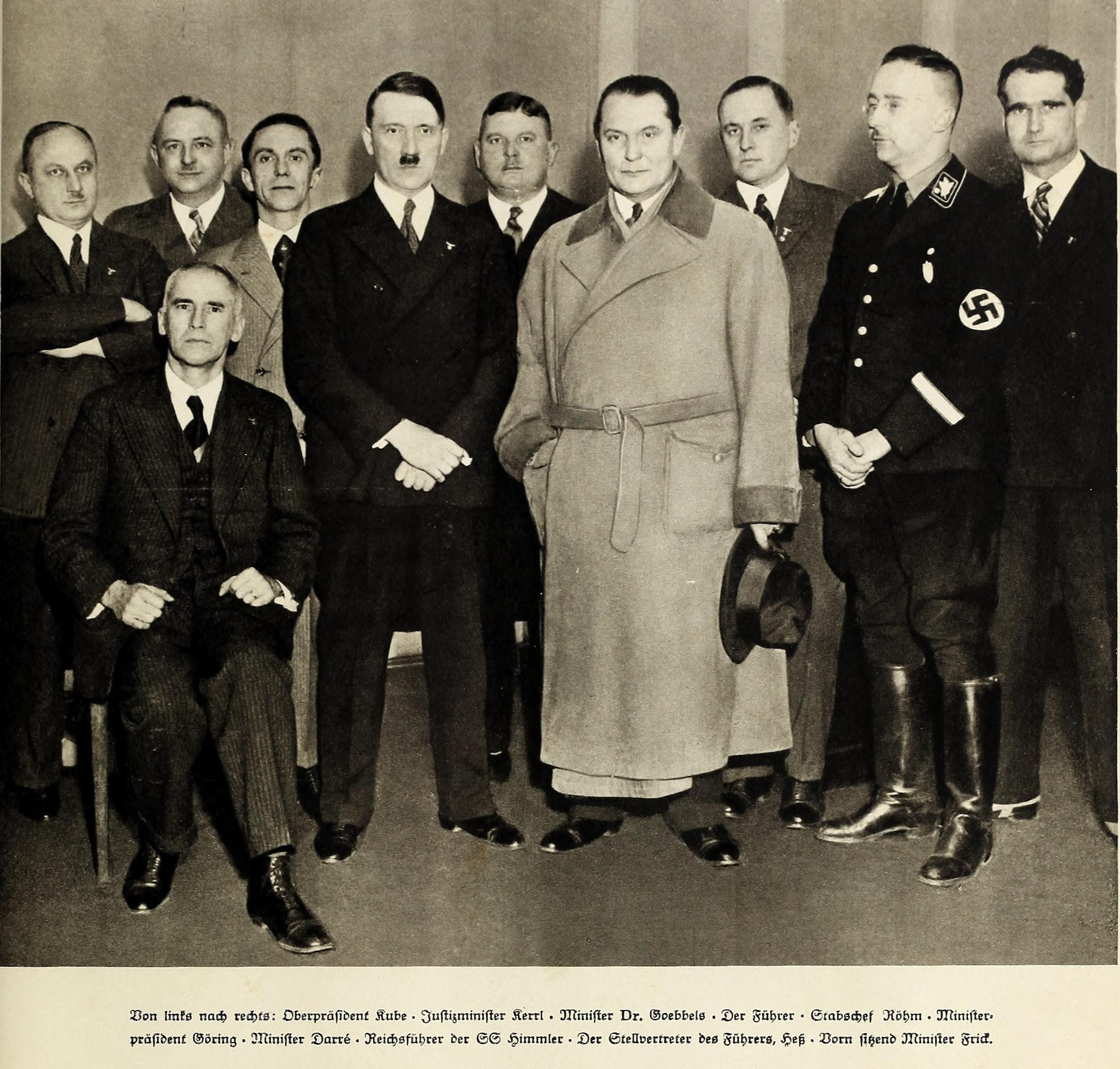
首相就任日に撮影されたヒトラーとナチ党幹部

ヒトラー内閣は首相こそヒトラーであるものの、閣僚はパーペンが選定した。ナチ党員の入閣はヴィルヘルム・フリックとゲーリングの2名のみであった。さらに内務大臣であるフリックには警察の管理権が無いという弱体ぶりで、またゲーリングは無任所大臣にすぎなかった。このため外部の観測では実権がパーペンのものであると見られていた。パーペン自身もそのつもりであり、「われわれは彼を雇ったのさ」「わたしはヒンデンブルクに信頼されている。二ヶ月もしないうちに、ヒトラーは隅っこのほうに追いやられてきいきい泣いているだろう」と語っている。
2月1日、ヒトラーはラジオ演説で、1919年のドイツ革命以来14年間、共産主義によってドイツ国民は汚染され、このままではドイツは崩壊すると警告し、経済政策によって苦境を克服すると述べた。具体的政策としては、四カ年計画を発表し、大規模な失業対策を約束した。このラジオ演説に、ヒトラーは「国民的高揚」という語を用いたので世論はヒトラー・フーゲンベルク政府を「国民的高揚の政府」と名付けていた。しかし、ナチ党の幹部連、特にゲッベルスはこの呼称に飽きたらなさを感じており、3月末以後からは「国民的革命」の語を使用し始めた。従って1933年の3月末迄を「国民的高揚時代」と称し、同年4月から中頃迄を「国民的革命時代」と呼ぶのを常とした。
2月2日、ヒトラーは中央党との話し合いが決裂したとして、早速国会を大統領令により解散させた。さらに軍の支持を得るために、ハンマーシュタイン＝エクヴォルト兵務局長（参謀本部の秘匿名称）宅で軍幹部を集めて政策の説明を行った。会談を仲介したのは新国防相のブロンベルクであった。ヒトラーはマルクシズムと「悪性腫瘍のような民主主義」の根絶を述べた。また「東方における領土征服とその容赦ないドイツ化」（東方生存圏）のために再軍備を行うとした。また軍事組織になるのではないかと警戒されていた突撃隊に関しては、軍隊が「唯一の武器の所持者であり、その組織に手を加えるつもりはない」と話した。ヴェルナー・フォン・フリッチュ、フリードリヒ・フロムといった将軍は侵略構想に不安感を覚えたが、海軍のエーリヒ・レーダーのように好感を持って迎えた将軍も存在した。これ以降、この時ヴィルヘルム・フォン・レープが感じたようにヒトラーとナチ党は軍部の取り込みに力を入れるようになった。一方で国軍にかわって軍となることを目指していた突撃隊幕僚長エルンスト・レームを始めとする突撃隊幹部は次第に反感を募らせていった。
2月4日、「ドイツ民族保護のための大統領令」が発出され政府による集会・デモ・政党機関紙の統制が行われることになった。

### プロイセン州の強制的同一化
1933年2月6日、かねてから中央政府やナチ党に反発していたプロイセン州政府に対して秩序確立のための大統領令が出され、プロイセン州は国家弁務官となるパーペンの指揮下に置かれた。
プロイセン州はドイツ全土の3分の2を占め、さらに首都ベルリンをも擁していたから、パーペンはこの州の政府を掌握することによって自分の権力が確固たるものとなったと考えた。ただ、この時にヒトラーはパーペンに要求してプロイセン州の内相にゲーリングを就任させることに成功した。州の内務省はその州の警察を管掌していたから、これによりドイツ国内で最強のプロイセン州警察が、中央政府では無任所大臣にすぎなかったゲーリングの手中に握られることとなったのである。州内相となったゲーリングは警察幹部を自分が信頼できる人物に置き換え、「突撃隊、親衛隊、鉄兜団への敵意を示すような行動を避ける」ことと「国家に敵意を持つ組織には断固として対処し、銃の使用をためらわない」ように通達した。これは実質的な共産党に対する警察権力の行使を容認したものであり、共産党員は反発し、共産党の機関紙は政権を激しく非難した。しかしゲーリングはこれを『共産党叛乱の予告』として、2月21日には突撃隊、親衛隊、鉄兜団の団員5万名を『補助警察』として雇い入れた。ラインハルト・ハイドリヒは後に「1933年にナチ党が国政の指導を引き受けたとき、自分たちにとって、国家の敵を撲滅する最重要手段の一つが警察組織でなければならないということははっきりしていた。」と述べており、『警察国家』はナチス体制を示す象徴表現のひとつとなった。2月24日には共産党本部のカール・リープクネヒト館をプロイセン州警察当局が捜索し、「共産党叛乱の計画書」を発見したと発表した。
これを先例として国家弁務官は他の州にも相次いで置かれ、州の独立は失われていった。これは国家による州の強制的同一化（Gleichschaltung）の始まりであった。

### 国会議事堂放火事件

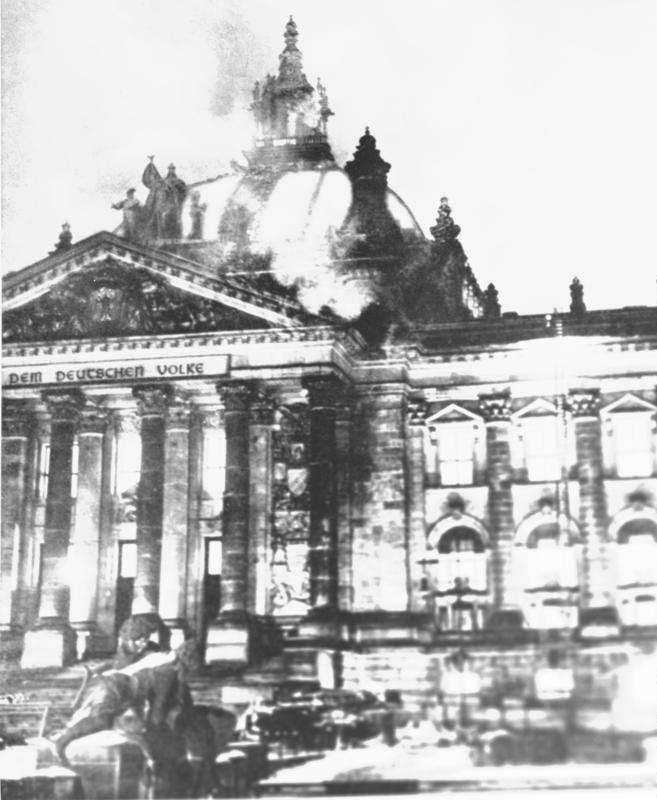
炎上する国会議事堂

1933年2月27日の夜、国会議事堂が炎上した。現場では、元オランダ共産党員で国際共産主義グループ (IKG)に属するマリヌス・ファン・デア・ルッベが捕らえられた。ルッベは国会議事堂に火を付ければ革命勢力が立ち上がると考えて放火を行ったと供述している。調査に当たったプロイセン州政治警察局のルドルフ・ディールスもルッベの単独犯行であると見ていた。この動きは火事の発生時点からナチ党によって仕組まれた陰謀であるという説もあるが、ルッベ単独による偶発的な事件であるとする説が強い。
この放火は単独犯だったが、ナチ党は共産党による組織的暴動とみなし大弾圧を開始し、4月までにプロイセンだけで約2万5000人が拘禁された。ヒトラーは国会議事堂放火事件を「共産主義者による叛乱の始まり」であると主張し、「コミュニストの幹部は一人残らず銃殺だ。共産党議員は全員今夜中に吊し首にしてやる。コミュニストの仲間は一人残らず牢にぶち込め。社会民主党員も同じだ！」と叫び、単独犯ではなく組織的な陰謀であると断定した。ゲーリングもディールスの意見を無視し、公式発表にあった「百ポンド」の放火材料も「千ポンド」と書き直した。さらに二人の共産党議員が共犯であるとも付け加えた。この日のうちに国会と地方の共産党議員および公務員への逮捕命令が出され、共産党系新聞はすべて発行停止となった。
翌2月28日、ヒトラーは閣議で「民族と国家の保護のための大統領令」と「ドイツ民族への裏切りと反逆的策動に対する大統領令 」の二つの緊急大統領令制定を提案した。これは「法的考慮に左右されずに決着を付ける」ためのものであり、政府は非常大権を得た。言論・報道・集会および結社の自由、通信の秘密は制限され、令状によらない逮捕・「保護拘禁」が可能となった。秩序回復のためには州自治権よりも政府の干渉権が優先するとされた。パーペンもわずかな修正を加えただけで賛成し、ヒンデンブルクも黙って署名した。この結果3,000人以上の共産党員・ドイツ社会民主党員が逮捕・拘束された。

### 「最後の選挙」
2月20日、シャハトの仲介でヒトラー、ゲーリングは国会内に置かれた議長公邸でクルップやIG・ファルベンといったドイツ有数の企業の首脳との会合を行った (1933年2月20日の秘密会談)。この席でヒトラーはナチ党への協力を求め、ゲーリングは「この選挙がこれから先10年間の、いやおそらくは100年間の最後の選挙となることを認識されるのであれば、われわれがみなさんに要求する犠牲は決して過大なものではないでしょう。」と語りかけている。シャハトが全体で総額300万ライヒスマルクの献金を提案すると、グスタフ・クルップがルール財閥を代表して拠出した100万ライヒスマルクを筆頭に、他の企業も追随して献金した。シャハトは「（新内閣は）ナチス党が主張している『でまかせの改革』を実行するつもりはない」と考えており、他の財界人も同じ考え方をしていた。
ヒトラーは首相就任を「国家社会主義運動にドイツの指導をヒンデンブルクが託した」ものであると定義し、「国家社会主義革命」によって手に入れたものであるとした。つまりこの時点でヒトラーとナチ党は「国民と国家の指導者」(nationaler Führer)となっており、選挙はその信任投票であるとした。ユダヤ人批判は抑えられたが、具体的な綱領は出されなかった。ただ「ドイツ国民よ、我々に4年の歳月を与えよ、しかる後、我々に審判を下せ!」と訴えた。ゲッベルスの指揮するナチ党の宣伝組織は財界から得た圧倒的な資金力と国家権力を駆使した大規模な宣伝を行った。党の主要な演説は、ラジオ放送された上に街頭に設置されたスピーカーからも流れた。突撃隊の暴力は警察によって見逃された。投票日の前日は「目覚める国民の日」と名付けられ、投票を促すキャンペーンが行われた。
3月5日に投票が行われ、結果ナチ党は288議席を獲得した。ナチ党の得票率は43.9%と単独過半数には及ばなかったものの、連立相手である国家人民党の52議席を合わせれば340議席となり、過半数を越えた。これはヒトラー内閣の強硬策が各地で「ドイツの天敵であるボリシェヴィズムへの対決」として歓迎されたものとみられている。社会民主党など他の政党はほとんど得票率が減少しており、中でも共産党は前回の得票率16.86%から12.32%へと大幅に減少させたが、81議席を獲得し第三党の地位を維持した。

### 全権委任法

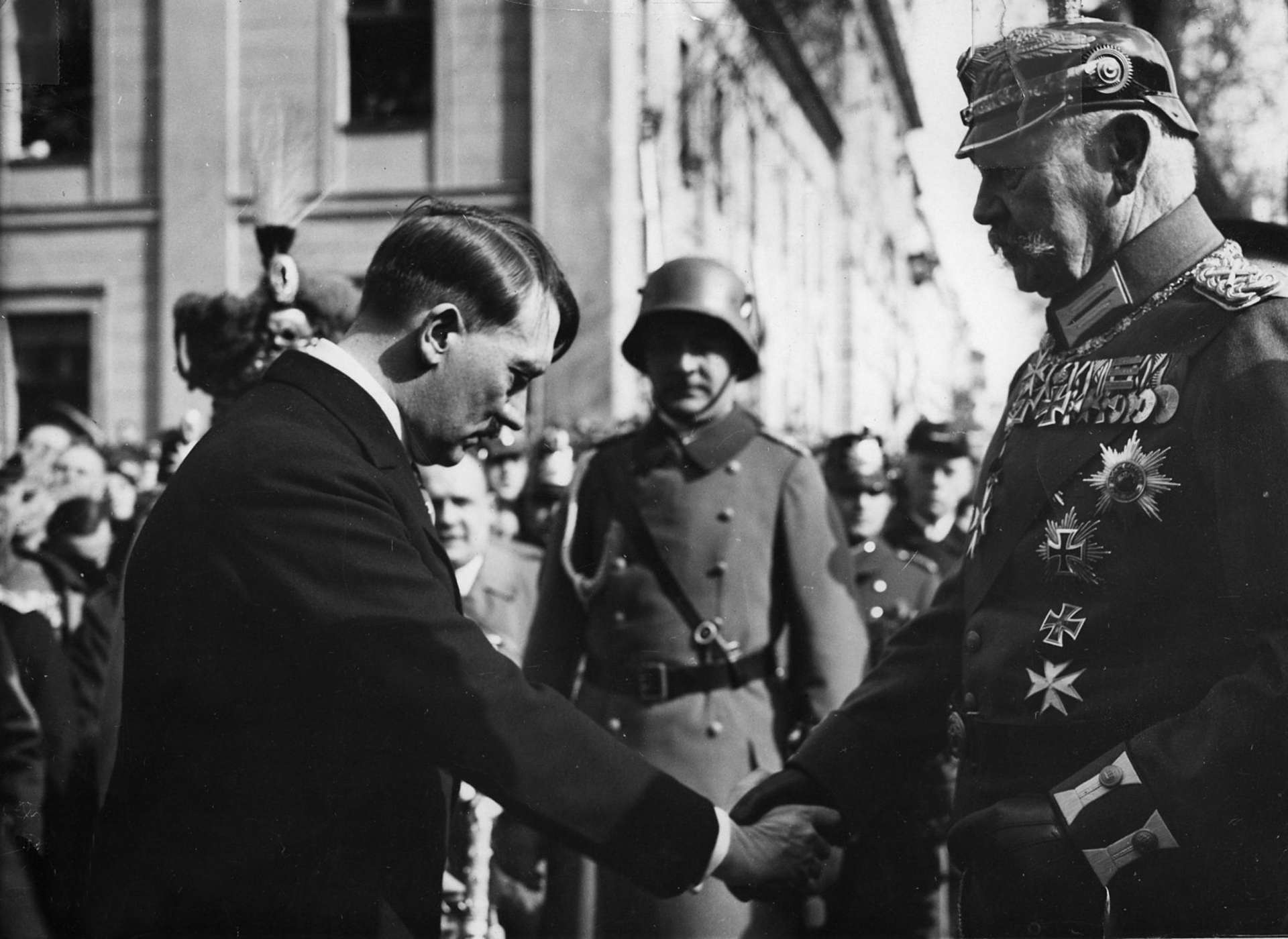
ポツダムの日（1933年3月21日）ヒンデンブルクと握手するヒトラー

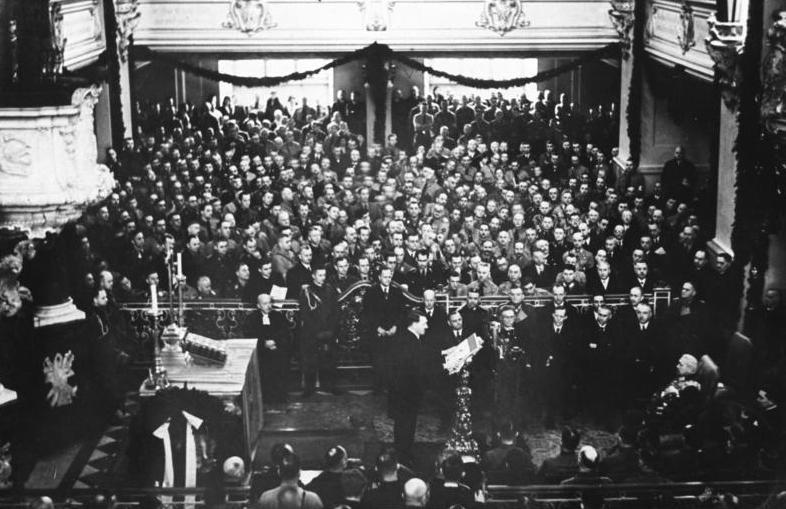
ポツダムの日、ヒンデンブルクに答辞を送るヒトラー

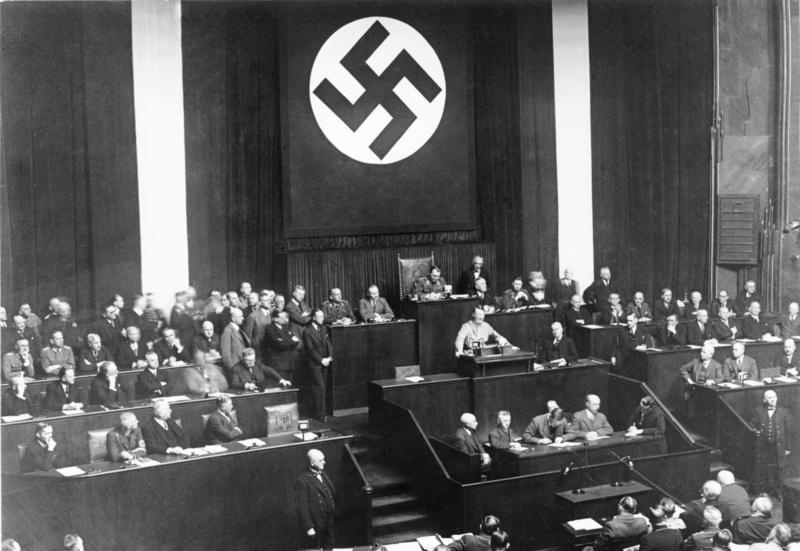
全権委任法の制定を求めるヒトラー、1933年3月23日

投票結果が発表された直後、ゲーリングはプロイセン州の公共建造物にナチ党党旗ハーケンクロイツ（鉤十字旗）旗を掲げさせた。中央党が抗議したが、「ドイツ住民の大部分は、3月5日に鉤十字旗に信仰を告白したのだ」と述べて撤回しなかった。
3月7日、ヒトラーは閣議において選挙結果は「革命であった」と宣言し、当初予定されていた憲法の枠内に収まる全権委任法ではなく、憲法そのものを覆す包括的授権法である事を明らかにした。ヒトラーは「かかる授権法をライヒスターク（国会）は可決するであろう。」と述べたが、憲法改正的な法律を通過させるためには国会において議員定数3分の2の以上の出席、そしてその3分の2の賛成を必要とした。さらにライヒスラート（上院、ライヒ参議院）の承認も必要であった。しかしヒトラーはこう続けた「共産党の議員はライヒスターク開会の際に姿を見せることは無いであろう。それというのも、彼らはあらかじめ拘禁されてしまっているであろうから。」。
3月9日、突撃隊幕僚長レームとミュンヘン大管区指導者アドルフ・ワーグナーは、突撃隊を引き連れてバイエルン州首相官邸に押しかけ、州首相ハインリヒ・ヘルトに辞職を要求した。ヘルトは大統領に救援を求めたが、「首相と相談せよ」という返事を得たのみであった。ヘルトら州政府は「混乱を収拾できない」として解任され、国家弁務官にミュンヘンの突撃隊指導者フランツ・フォン・エップが任じられた。これにより、すべての州が政府の統治下に置かれ、州政府による自治は事実上終焉した。
3月15日、再度行われた閣議で内相フリックが全権委任法の具体的な案を提示した。議案の内容は政府に国会や憲法に制約されない幅広い権限を授与するものであった。さらに「議長は許可を得ず欠席した議員を排除できる」「自己の責任によらず欠席した議員は、出席したものとみなされる。排除された議員も出席したものとみなされる」という議院運営規則の修正案を出した。パーペンやフーゲンベルクは国会を国民議会にし、新たな憲法作成の可能性を盛り込ませる事で授権を制限しようとしたが一蹴され、全員一致で承認せざるを得なかった。
3月21日、ポツダムの衛戍教会で新国会の開会記念式典が行われた。当日は「国民高揚の日」と名づけられ、ゲッベルスの演出による壮麗な儀式が行われた。儀式の場には旧ドイツ帝国皇族が参列し、空の皇帝玉座も据えられていた。しかし共産党議員と欠席を選んだ社会民主党議員の姿は無かった。ヒトラーは「国家社会主義運動」に国家指導が託され、「古い偉大さと若い力が結合」されたと演説した。大統領をはじめとする保守主義者はヒトラーがプロイセン王国以来の伝統を尊重すると感じた。ゲッベルスの日記によるとヒンデンブルクは眼に涙を浮かべていたという。この日はナチス・ドイツ時代を通じて祝日となった。戦後はポツダムの日と呼ばれ、ドイツの歴史における象徴的な日の一つとなる。同日午後、国会にナチ党と国家人民党によって全権委任法法案と議院運営規則改正案が提出された。また同日には「国民高揚の政府に対する卑劣な攻撃の防衛のための大統領令」が発出され、「政府と政府を支持する政党」に反対する「虚偽の宣伝」を行うことが禁止された。すでに緊急大統領令による拘束者数は3月前半のプロイセン州だけで7700人を超えていた。
3月23日、国会は暫定議会場となったクロルオーパー（クロル・オペラ劇場）で開催された。議場の内外は突撃隊と親衛隊によって囲まれ、演壇の後方にはハーケンクロイツのナチ党党旗が掲げられていた。閣議でのヒトラーの言葉通り、共産党議員81人全員、そして社会民主党議員26人、中央党・ドイツ人民党議員それぞれ1人は、逮捕・病気・逃亡などの理由で欠席した。議院運営規則改正案は起立多数で通過し、全権委任法採択の時が迫った。この法案に対して社会民主党は批判したが、中央党をはじめとする他の保守派は左翼を撲滅したいと願っていたため賛同した。
議案説明に当たったヒトラーはこの法律が「国民と国家の指導の精神的かつ意思的統一を確立」するためであり、「民族の意思と真の指導の権威が結びついた一つの憲法体制をつくりあげる」ものであるとした。さらに国会や州、大統領の権限は侵されないと強調した。議場を取り囲んだ突撃隊が「われわれはこの法律を要求する！さもなければ放火と殺人だ！」と叫ぶ中、唯一社会民主党が反対に周り、党首オットー・ヴェルスが反対演説を行った。しかし抵抗はむなしく、圧倒的多数で可決された。突撃隊員は歓喜して党歌『旗を高く掲げよ』を合唱した。続いて開催されたライヒスラートでも、満場一致で採択された。ライヒスラート議員は州政府選出議員であり、指示を行う州政府がナチ党によって握られた今、反対などできるはずも無かった。こうして大統領の意志に左右されることを忌避したヒトラーの意思に基づく全権委任法は成立した。国会が持っていた立法権は政府に吸収され、議会政治は終焉した。
翌日、ナチ党の機関紙『フェルキッシャー・ベオバハター』は「ドイツは目覚めた。偉大な仕事が始まった。『第三帝国』の日が到来したのだ。」と書いている。

### ユダヤ人デパートボイコット
1933年3月、ユダヤ人が所有するデパートを敵視する「営業中間層闘争同盟」がドイツ各地でユダヤ人に対する襲撃や強盗などの暴行を繰り返した。
これに対してユダヤ人知識層はアメリカなど海外から反ドイツ世論を喚起し、ドイツ商品ボイコット運動を始めた。これに反発してドイツでは、ユダヤ人商店やデパートへのボイコット運動が展開した。さらに米国ユダヤ人会議の反ドイツボイコット運動に対して、ヒトラーは「外国による扇動」を企んだ者に対して対処するとして、3月28日には首相命令によるユダヤ人企業、商店、医師、弁護士へのボイコットを実現するための党声明が出された。
イギリス、フランス、アメリカ政府がドイツでのユダヤ人ボイコット運動を批判し、ドイツ政府との交渉で、ユダヤ人による反ドイツボイコット運動も抑えられた。一方、4月5日に一日限定のボイコット運動が行われたが、ナチ党員のプラカードを無視して買い物をする市民も多かった。

### グライヒシャルトゥング(均制化、強制的同一化)

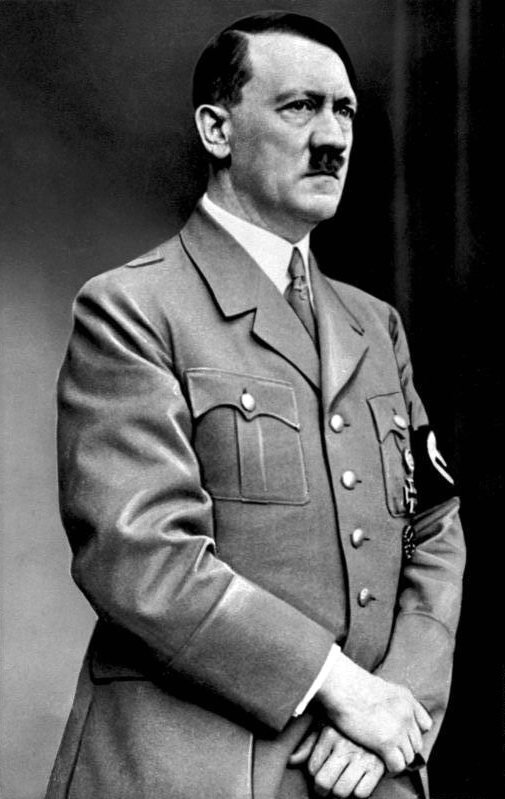
ヒトラーは歴史上の偉大な人物としてマルティン・ルター、フリードリヒ大王、リヒャルト・ワーグナーの三人をあげた。

ナチ党の基本理念では、理想的な民族による民族共同体を一人の指導者が率いる指導者原理によって指導する体制がナチス・ドイツの理想とされ、党や国家はそのための手段であると考えられた。この民族を「理想に合致した鋳型に入れて鋳直す」作業をナチ党は「Gleichschaltung」（グライヒシャルトゥング）と呼んだ。これは均制化または強制的同一化と訳され、中央政府への政治経済的イデオロギー的権力集中の過程を指し、州自治（地方自治）の吸収や、政党・労働組合の解体もこの動きの一つである。3月20日、大統領令により『国民啓蒙・宣伝省』が設立され、大臣となったゲッベルスは就任直後の会見で「政府と民族全体のグライヒシャルトゥングの実現」が省の目的であると述べた。
1933年3月31日、ラントとライヒの均制化（グライヒシャルトゥング）に関する暫定法律が制定された。これにより州議会の各党議席は国会の議席配分と同一のものに変えられた。ただし、すでに禁止された共産党は除外されている。4月7日には第二法律が制定され、国家弁務官にかわって州総督（または国家代理官、Reichsstatthalter）が設置されることとなった。これにより中央集権化の動きは加速していった。
また、国会議事堂放火事件の共犯者に無罪判決を出すなど、一定の独立性を保っていた司法界もやがてナチ党の支配下に組み込まれた。1933年3月21日には上級地方裁判所の上に「証拠調査の必要を認めないという確信を得た場合、これを拒否できる」「判決に関してはいかなる法律上の救済も認めない」等強い権限を持つ特別裁判所が設置された。9月6日からは刑法の見直し作業がはじまった。在来の法概念を根底から覆す罪刑法定主義の放棄により、犯罪そのものだけではなく、民族共同体に悪影響を及ぼすとされた「犯罪への性向」も刑罰の対象とされた。さらに1934年4月24日には人民法廷が設置され、ヒトラー・国家・ナチ党・民族共同体に対する反逆はこの法廷で裁かれることとなった。この法廷においては職業裁判官と別にヒトラーに指名された者が裁判官となり、法律ではなくナチズムの見地から見て好ましい判決が要請される、一種の政治裁判所であった。
またユダヤ人・同性愛者・精神障害者・遺伝的疾病者などの「国民共同体に悪影響を与える異分子」を排除する動きが強まった。
4月1日には突撃隊によるユダヤ人商店へのボイコット呼びかけが行われた。ヒンデンブルクはユダヤ人退役軍人への差別には強硬に反対したが、ある程度の配慮を行うという曖昧な約束がされるにとどまった。4月7日にはユダヤ人が公職に就くことは禁止され、教育機関からも追放された（職業官吏再建法）。同じ頃、法曹界、病院、学校でユダヤ人を制限する反ユダヤ法が制定された。
4月10日にはゲーリングがプロイセン州首相となり、4月26日にはプロイセン州政治警察局が、プロイセン州秘密警察局に改組した。この組織は郵便略号から「ゲシュタポ」と呼ばれる。11月30日には『秘密国家警察に関する法律』が制定され、ゲシュタポの権限は国内全域に及ぶことになり、事実上ゲーリング直属となった。またこの頃には合議体であった内閣も「内閣の中で指導者の権威が完全に確立されるに至った。もはや表決が行われる事はない。指導者が決定を下すのだ。」とゲッベルスが日記に記すように、ヒトラーの独裁体制となった。
5月1日は社会主義インターナショナルの祭典の日（メーデー）であったが、ゲッベルスはこれを「国民労働の日（Tag der nationalen Arbeit）」というイベントにする計画を立て、ヒトラーは50万人の聴衆を前に階級分断をやめて民族共同体として団結する必要性を訴え、ナチスに共感していない者でさえも感動した。その翌日、突撃隊とナチ企業細胞組織はドイツ国内の労働組合の事務所と銀行を襲撃し、財産を接収して、幹部は逮捕された。

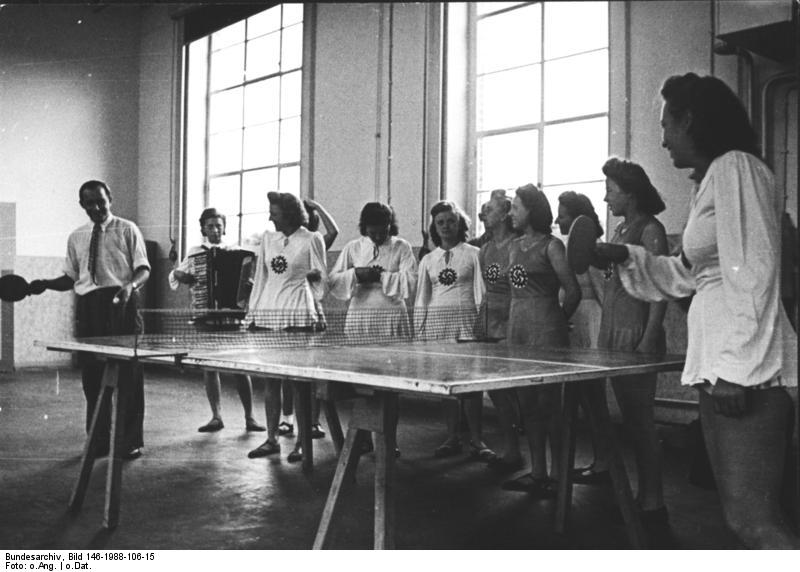
労働戦線によるレクリエーション

1933年4月から5月にかけてドイツ学生協会(ドイツ学生会)がルターに因んだ12ヶ条の論題を出して、1817年のヴァルトブルク祭に合わせて非ドイツ的な書物が焚書された。この5月10日の焚書はゲッベルスの発案とされてきたが、ライヴァルの国民社会主義ドイツ学生連盟を出し抜くためにドイツ学生会が発案したものである。ゲッベルスは5月10日の焚書演説でユダヤ人が支配してきた知性偏重の時代は終わり、ドイツの革命によってドイツの自由が獲得されるのだと述べた。
5月10日には新たな労働組合組織としてロベルト・ライが率いる「ドイツ労働戦線」が成立し、ナチ党による労働者の組織化が行われた。

### 一党独裁体制の確立
5月26日には共産主義者の財産を没収する法律が定められた。社会民主党の支持も急速に失われていき、3月から4月にかけて準軍事組織の国旗団は解散し、党支部も閉鎖された。一部の亡命者が6月18日にプラハで機関誌を発行すると、それを口実にドイツでの社会民主党の活動は禁止され、党の資金も没収された。
この頃から他の政党も「自己解散」の道を選んでいった。6月26日、フーゲンベルクはロンドン会議において首相や閣僚に相談することなしに、ドイツの植民地返還と東欧植民地獲得を主張した責任をとって辞任した。同時期に諸政党はナチ党に吸収されたり、解散していった。6月27日にドイツ国民戦線（ドイツ国家人民党）が解散した。6月28日にドイツ国家党（旧ドイツ民主党）が、6月29日にドイツ人民党が解散した。鉄兜団も突撃隊に組み込まれた。7月4日、ヒムラー配下のバイエルン政治警察によって幹部を逮捕されたバイエルン人民党も解散に追い込まれた。7月5日、ナチ党以外の最後の政党であった中央党も解散した。
7月14日の政党新設禁止法で、ナチ党はドイツで唯一の合法政党となり、一党独裁体制がここに確立した。
この頃から医師連盟や教職員会、フライコール、街のコーラスグループから同好会に至るまでありとあらゆる団体は解体され、ナチ党主導によるものに再編成された。ボーイスカウトなどの青少年組織も解体され、党の青少年組織であるヒトラーユーゲントに編入された。これにより、街の社会的な組織はほぼ完全に根絶され、「独裁者が歓迎するあの組織なき大衆へと鋳造された」。出版・放送業界も宣伝省の監督下に置かれ、報道・表現の自由は消滅した。また、ナチズムによる「民族共同体」建設といったスローガンや、ヒトラーユーゲントなどのナチ党組織による運動によってもたらされる高揚感は、青少年たちにナチズム運動の一員であるという実感を与えた。
このような動きに大きな抵抗は出ず、ヒトラーの山荘ベルクホーフはヒトラーの姿を一目見ようとする人々で賑った。海外にも熱烈な信奉者が生まれ、ドイツの「正当な要求」を理解する動きが生まれた。
また、国会議事堂放火事件以降継続されていた保護拘禁は市民の間にも恐怖を与え、1933年の夏には「当局に反対しただけで警察の追及を受ける」という認識が広まっていた。さらにゲシュタポが密告を奨励したため、市民の間には友人が密告者かもしれないという恐怖心が芽生えた。また、拘禁された人々のその後が不明であることも恐怖に拍車をかけた。
ウィリアム・シェリダン・アレンは「ナチスは、人々を威嚇するためにはほとんど何もする必要がなかった。みせしめのために左右両派の人物を攻撃し、残りのすべてを社会の自然な成り行きに任せれば良かったのだ。」と評し、市民は「今更じたばたしても無駄である」という感情に包まれたとしている。
10月14日、ヒトラーはジュネーブ軍縮会議で突撃隊が軍隊扱いされることになったことに反発し、国際連盟から脱退した。ヴェルサイユ体制からの離脱は多くのドイツ国民の宿願であり、民族投票では95.1%がこの措置に賛意を示した。ダッハウ強制収容所に収容されていた2242名中、2145名も賛成票を投じている。
一方で、ナチ党組織や行政組織による投票行動への監視は厳しいものであり、投票場への組織的な駆り出しが行われた。11月12日にはナチ党のみを対象とする国会議員選挙が行われた。この選挙では投票率が100％、ナチ党支持率が100％となる地域がいくつか存在している。投票内容自体も監視の対象であり、誰が反対票を投じたかを明らかにすることができた。
12月1日には「党と国家の統一を保障するための法律」が制定され、党は国家と一体であると発表された。党の組織はほぼ公的な組織となり、また、ナチ党の地域区分である大管区の指導者が事実上の地方支配者となった。

### 長いナイフの夜

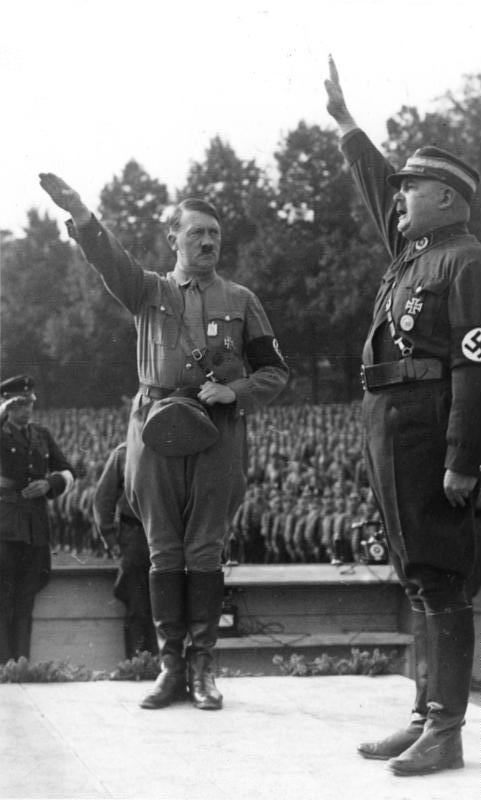
ヒトラーとレーム

こうした動きの中で、不満を強めていったのが突撃隊の幹部達であった。彼らはこの国民革命が生温いと考えており、第二革命である「褐色革命」を求めていた。彼らは政策に不満感を持っていたものの、ヒトラー個人に対する忠誠心は持ち続けた。また幕僚長レームらは、国軍にかわって突撃隊が新たな軍となることを目指していた。国軍首脳は突撃隊を押さえることを要求し、ヒトラーはレームを無任所大臣にして懐柔しようとする一方、「新しい軍は褐色ではなく灰色になる」として突撃隊を牽制した。
一方、親衛隊の長である親衛隊全国指導者ハインリヒ・ヒムラーは各州の警察権力を徐々に手に入れていった。1934年4月22日にはプロイセン州警察とゲシュタポの管理権限も与えられ、親衛隊は実質的な全土の警察権力を手に入れた。彼らとヒムラーに権限を譲ったゲーリングは、自分たちを「君側の奸」と見ているレームら突撃隊幹部排除の計画を建てた。
6月頃から突撃隊反乱のうわさが流れはじめ、情勢は不穏になった。6月17日、副首相パーペンがマールブルク大学で突撃隊と暗にナチ党に対する批判演説を行った。ゲッベルスは演説の放送禁止などの措置をとったものの、粗暴で同性愛者が多いなどという突撃隊に不信感を持っていた人々からは広く共感を得た。ヒンデンブルク大統領と国軍も突撃隊に対する何らかの措置を求め、もしもの場合は大統領権限で戒厳令を布告すると通告した。ここにいたってヒトラーも突撃隊粛清の意思を固め、親衛隊に準備を命じた。
6月30日、ヒトラーとの幹部会議の名目で突撃隊幹部達はミュンヘン郊外のホテルに集められていた。この日の早朝、ヒトラーは自ら幹部とともにレームらの逮捕を行った。またベルリンなどでも親衛隊が動き出し、次々に逮捕・処刑した。また前首相シュライヒャーやフェルディナント・フォン・ブレドウ将軍、元組織全国指導者グレゴール・シュトラッサー、マールブルク大学の演説原稿を書いたパーペンの秘書エドガー・ユリウス・ユングなどの政敵も逮捕・暗殺された。パーペンも自宅に軟禁され、外部との連絡を絶たれた。ヒトラーはナチ党草創期からの同志レームを助命したいと考えていたが、ゲーリングらの説得に応じて7月1日に処刑命令を出した。
こうした「長いナイフの夜」と呼ばれる一連の粛清は7月2日まで続いた。7月3日には「国家緊急防衛の諸措置に関する法律」が制定され、この粛清は合法的なものであるとされた。突撃隊は素行が悪く評判も悪かったために、粛清は大方の国民から好感を持って受け入れられた。こうして党内の最大勢力突撃隊は骨抜きにされ、親衛隊の勢力が大きく拡大していくことになる。

### 国家社会主義革命の完了
一方、すでに高齢であり衰弱していたヒンデンブルク大統領は死を迎えつつあった。パーペンはヒンデンブルクに帝政復活を希望する遺言書を書かせ、それを公表することでナチ党を押さえようとした。しかしヒンデンブルクはヒトラーへの私信の形で帝政復活の希望を述べたものの、公式な遺言書にはそれを書かなかった。
1934年8月1日、緊急閣議が行われ、「国家元首に関する法律」が制定された。これはヒンデンブルクが死んだ後に大統領の職を首相と統合し、権限を「指導者兼首相であるアドルフ・ヒトラー」個人に委譲するというものであった。翌日ヒンデンブルクは死去し、法律が発効してヒトラーは国家元首の権限を手に入れた。以後、ドイツ国の最高指導者となったヒトラーの地位を日本では「総統」と称する。8月19日にはこの措置の正統性を問う民族投票が行われ、投票率95.7%のうち89.9%が賛成票を投じた（ドイツ国国家元首に関する国民投票）。すでにヒトラーに対する個人崇拝も高まっており、ヒトラーをキリストと同一視する風潮も存在した。
国民投票終了の翌日、ヒトラーは肩書き無しの「アドルフ・ヒトラー」として次のような布告を行った。「国家社会主義革命は、権力事態としては終了した。これから1000年間、ドイツにおいてはいかなる革命も起こらないであろう」。

## その後
この後、ドイツ国内に残ったナチ党以外の勢力としては国防軍の存在があるが、ナチ党の教育を受けた若い世代の台頭、そしてブロンベルク罷免事件などにより、軍の権限もヒトラーに掌握されることになる。
1935年9月15日、国旗法、ドイツ人の血と名誉を守る法、公民法(帝国市民法)の三法案(ニュルンベルク法)を可決するようヒトラーは求めた。国会演説でヒトラーは首相就任以来初めて「ユダヤ人問題」に触れた。ドイツで反ユダヤボイコットが行われる責任は国外のユダヤ人にあるとし、ボルシエヴィキの扇動も、ニューヨークで港湾労働者が汽船ブレーメン号からドイツ国旗を引き下ろしたのも、すべてユダヤ分子の責任である。こうした国際的混乱が、ドイツ国内のユダヤ人を扇動して組織的な挑発行動をとっており、（突撃隊などのナチ急進派の）「怒れる人々」による統御不能な「防衛行動」の問題なども解決させるには、法的に規制するしかない。政府は一度にすべてを解決するためにドイツ国民とユダヤ人とが相互に許容できる関係を築き上げる基盤としてこの法を提案する。しかし、それでもなお、国際的扇動が続くようであれば、最終的解決の段階に移ると弁じた。同時にヒトラーはユダヤ人への野蛮な攻撃である「個別行動」を抑制するよう命じた。

## 年表
- 1921年：ヒトラー、ナチ党の指導者となる。
- 1923年：ミュンヘン一揆。偽装組織が国会議席を獲得。
- 1928年：ナチ党として初の国政選挙。12議席を獲得。

1930年
- 9月14日：この年の選挙でナチス党は第2党の地位を獲得。

1931年
- 10月：ハルツブルク戦線の結成。
- 10月14日：ヒトラーとヒンデンブルク大統領の初会見。

1932年
- 3月～4月：大統領選挙。ヒトラーは次点となり、ヒンデンブルクが再選される。
- 6月1日：フランツ・フォン・パーペン内閣成立。
- 7月31日：国会議員選挙。230議席を獲得し第一党となる。ゲーリングが国会議長に就任。
- 8月5日：ヒトラーとシュライヒャーが会談。シュライヒャーはパーペン内閣協力の見返りとして副首相の地位を提示するが、ヒトラーは首相の地位と全権委任法の成立を要求する。
- 8月13日：ヒンデンブルク大統領とヒトラーの会談。ヒトラーの首相就任は拒絶され、ヒトラーも内閣への協力を拒否。
- 11月6日：国会議員選挙。34議席を失ったが、196議席を確保し第一党の地位を保持する。
- 11月19日：ヒャルマル・シャハト、フリッツ・ティッセンらのグループが連名でヒトラーを首相にするよう大統領に書簡を出す（Industrielleneingabe）。
- 12月1日：パーペン内閣崩壊。
- 12月3日：クルト・フォン・シュライヒャー内閣成立、シュライヒャーはナチス左派のグレゴール・シュトラッサーを切り崩すことで政権運営を図ろうとする。
- 12月8日：シュトラッサーが組織全国指導者を辞任、党内で失脚する（翌年1月16日に正式に除名）。

1933年
- 1月4日：ヒトラーと前首相パーペンが銀行家シュレーダーの邸宅で会見。シュライヒャー内閣の倒閣とヒトラー内閣成立への動きが始まる。（ケルン会談（ドイツ語版））
- 1月15日：リッペ自由州議会選挙（ドイツ語版）。ナチ党はこの選挙に力をいれて勝利し、党が上り調子である事をアピールする。
- 1月18日：ヒトラーとパーペンがリッベントロップ邸で会談。
- 1月22日：ヒトラーとオスカー・フォン・ヒンデンブルク、オットー・マイスナーがリッベントロップ邸で会談。オスカーは父ヒンデンブルクの説得を承諾。
- 1月26日：パーペン、国家人民党と鉄兜団の協力をとりつけヒトラー支持に引き込む。
- 1月28日：シュライヒャー首相辞任。

ヒトラー内閣
- 1月30日：ヒトラー内閣成立。
- 2月2日：国会解散。ヒトラー、ハンマーシュタイン＝エクヴォルト兵務局長宅で国軍首脳と会談。再軍備と東方征服、突撃隊の抑制について語る。
- 2月4日：ドイツ民族保護のための大統領令。政府による集会・デモ・政党機関紙の制限が可能となる。
- 2月6日：大統領令により、プロイセン州内閣の権限が国家弁務官に譲渡されることとなる。この措置は2月中旬までにほとんどの州で行われ、地方行政が国家の監督を強く受けることとなる。強制的同一化（Gleichschaltung）の開始。
  - ゲーリングが無任所相兼プロイセン州内相に就任。プロイセン州の警察権力をナチ党が掌握。
- 2月20日：ヒトラー、ゲーリングとドイツ経済界首脳の会合。ナチ党は300万マルクの献金を得る（1933年2月20日の秘密会談（ドイツ語版））。
- 2月21日：突撃隊・親衛隊・鉄兜団団員5万名がプロイセン州の「補助警察（ドイツ語版）」となる
- 2月24日：プロイセン州警察が共産党本部カール・リープクネヒト館（ドイツ語版）を襲撃。「武力革命の計画書」を発見したと公表。
- 2月27日：国会議事堂放火事件発生。
- 2月28日：「民族と国家の保護のための大統領令」と「ドイツ国民への裏切りと反逆的策動に対する大統領令」(Verordnung des Reichspräsidenten gegen Verrat am Deutschen Volke und hochverräterische Umtriebe) の二つの緊急大統領令が布告される。後の政府が行う非常手段の大半の根拠となった。
- 3月5日：国会議員選挙結果発表。ナチ党は43.9%の票を獲得、288議席を得た。
- 3月8日：ドイツ共産党が正式に禁止される。
- 3月10日：バイエルン州の国家弁務官にフランツ・フォン・エップが就任し、州政府を解体。すべての州が国家弁務官の支配を受けることになる。
- 3月12日：新国旗を制定するまで黒・白・赤の旧ドイツ帝国国旗とナチ党旗であるハーケンクロイツ旗の両方を掲げる事を定めた。
- 3月13日：国民啓蒙・宣伝省設立。
- 3月20日：ダッハウ強制収容所設立。
- 3月21日：新国会の開会式。ヒトラーはヴァイマル共和国の伝統を否定し、ドイツ帝国からの権威継承を表明する。国民高揚の日と名付けられ祝日となる（ポツダムの日）。

全権委任法成立
- 3月23日：議会において授権法（全権委任法）が成立。立法権を政府が掌握し、独裁体制が確立された。
- 3月31日：ラントとライヒの均制化（Gleichschaltung）に関する暫定法律公布。各州議会の議席が国会の議席配分に従って決められるようになり、地方自治権はほぼ停止する。4月7日には『ラントとライヒの均制化に関する暫定法律の第二法律』が公布。国家弁務官に代わって州総督（または国家代理官、Reichsstatthalter）が中央政府から各州政府に派遣される。
- 4月4日：ヒトラー、ブロンベルク国防相が提議した再軍備計画を極秘承認。
- 4月7日：ユダヤ人が公職から追放される（職業官吏再建法（ドイツ語版））。
- 4月26日：プロイセン州警察政治部門がプロイセン州秘密警察局と改名。ゲシュタポのはじまり。
- 5月1日：国民労働の日（ドイツ語版）。政府と労働者の結束が謳われる。
- 5月2日：突撃隊と親衛隊が全国の労働組合支部を襲撃。ドイツ国内の労働組合が消滅
- 5月26日：「共産主義者の財産没収に関する法律（ドイツ語版）」が成立。
- 6月21日：ドイツ社会民主党が禁止される。鉄兜団が突撃隊に吸収される。
- 6月27日：ドイツ国家人民党が自主解散。党首アルフレート・フーゲンベルクは経済相・食糧農業相を辞任。
- 6月28日：ドイツ国家党が自主解散。
- 7月3日：中央党が自主解散。
- 7月4日：バイエルン人民党・ドイツ人民党が自主解散。
- 7月14日：「政党新設禁止法（ドイツ語版）」公布。ナチ党以外の政党の存続・結成が禁止される。
- 8月30日～9月3日：第五回ナチ党党大会『勝利の大会』が開催される。
- 11月12日：ナチ党のみが対象となった国会議員選挙。
- 12月1日：「党と国家の統一を保障するための法律（ドイツ語版）」公布。ナチ党と国家の一体化が定められる。

1934年
- 1月30日：「ドイツ国再建に関する法（ドイツ語版）」成立。各州の主権がドイツ国に移譲され、州議会が解散される。すべての州公務員が国家の支配を受けることになる。
- 2月5日：州ごとの国籍が廃止となり、ドイツ国籍に統一される。
- 2月14日：参議院（ライヒスラート）が廃止。
- 2月16日：司法権の政府への委譲が定められる。
- 6月30日：「長いナイフの夜」事件。突撃隊幹部や前首相シュライヒャーなど政敵が粛清される。
- 8月1日：「国家元首に関する法律」(Gesetz über das Staatsoberhaupt des Deutschen Reichs) が閣議で定められる。
- 8月2日：ヒンデンブルク大統領が死去。「国家元首に関する法律」が発効し、首相職に大統領職が統合されるとともに、「指導者およびドイツ国首相（Führer und Reichskanzler）アドルフ・ヒトラー」個人に大統領の権能が委譲される。以後、ドイツ国の最高指導者となったヒトラーの地位を日本では「総統」と称する。
- 8月19日：国家元首に関する法律の措置に対する民族投票（ドイツ語版）。投票率95.7%、うち89.9%が賛成票を投じる。

1935年
- 3月16日：ヒトラーが再軍備開始を宣言（ドイツ再軍備宣言）。
- 4月1日：司法全体が政府に継承され、各州すべての司法官が国家公務員となる（司法権吸収の完了）。
- 9月15日：ハーケンクロイツ旗が新国旗となる。ニュルンベルク法成立。